# Francesco Hayez
Francesco Hayez (prononcé : [franˈtʃesko ˈaːjets]), né le 10 février 1791 à Venise et mort le 12 février 1882 à Milan, est un peintre italien.
Artiste majeur du romantisme italien du milieu du XIXe siècle à Milan, il est reconnu pour ses grandes peintures d'histoire, inspirées du Moyen Âge et de la Renaissance, ses allégories politiques, et pour la grande finesse de ses portraits.
Francesco Hayez est un artiste innovant et aux multiples facettes, laissant une marque indélébile dans l'histoire de l'art en Italie pour Le Baiser et une série de portraits des personnalités les plus importantes de l'époque. Beaucoup de ses œuvres, généralement au décor médiéval, contiennent un message patriotique crypté du Risorgimento.
Après avoir passé sa jeunesse à Venise et à Rome, il s'installe à Milan, où il entre en contact avec Alessandro Manzoni, Giovanni Berchet, Silvio Pellico et Carlo Cattaneo, obtenant de nombreuses charges et honneurs dont, en 1850, la chaire de peinture de l'Académie des beaux-arts de Brera.

## Biographie

### Jeunesse et formation
Francesco Hayez nait à Venise le 10 février 1791 dans la paroisse de l'église Santa Maria Mater Domini. Ses parents vivent à Venise et semblent connaître une certaine pauvreté. Sa mère, Chiara Torcellan, est originaire de Murano, et son père, Giovanni Hayez, dont la famille est originaire de Valenciennes en France, est pêcheur. Francesco a quatre frères. Pour des raisons économiques, il est confié à la garde d'une riche tante maternelle installée à Milan, épouse de Francesco Binasco, antiquaire occasionnel et collectionneur d'œuvres d'art.
Son oncle l'emploie comme assistant dans son commerce. Réalisant le talent artistique précoce de son neveu, il l'initie à la pratique de la peinture, avec l'espoir qu'il se dirige vers la restauration afin de l'employer. Lui détectant aussi un certain talent de dessinateur, il le confie à un certain Zanotti qui lui donne des cours de dessin, avant de le confier, à la mort de ce dernier, à l'artiste vénitien Francesco Maggiotto. Dans l'atelier du peintre, il reçoit un enseignement artistique complet, acquérant une vaste culture figurative et littéraire, dévorant de nombreux ouvrages mythologiques et historiques et ayant l'occasion d'étudier quelques-uns des grands maîtres vénitiens du XVIIIe siècle, de Giambattista Tiepolo et Sebastiano Ricci à Francesco Fontebasso et Giovanni Battista Piazzetta. Gregorio Lazzarini est son artiste préféré, qui le marque profondément ; il fonde alors son propre style sur sa manière claire et lisse.
Après avoir terminé son apprentissage chez Maggiotto, son oncle décide d'exploiter davantage les talents picturaux de son neveu et le confie à Filippo Farsetti, également vénitien, qui a rassemblé une grande collection de moulages en plâtre de sculptures antiques dans son palais de Ca' Farsetti sur le Grand Canal. Francesco consacre alors une bonne partie de son temps à copier les modèles en plâtre de la riche collection de Farsetti, tandis que le soir il se rend aux cours de nu de l'ancienne Académie des beaux-arts de Venise où il se lie d'amitié avec le peintre Lattanzio Querena, de vingt ans son aîné, qui est un proche de Maggiotto et avec qui il s'intéresse à l'étude de la couleur en peinture. Le 1er avril 1805, il confirme sa notoriété naissante en remportant le premier prix de dessin de nu de l'Académie.

### Rome

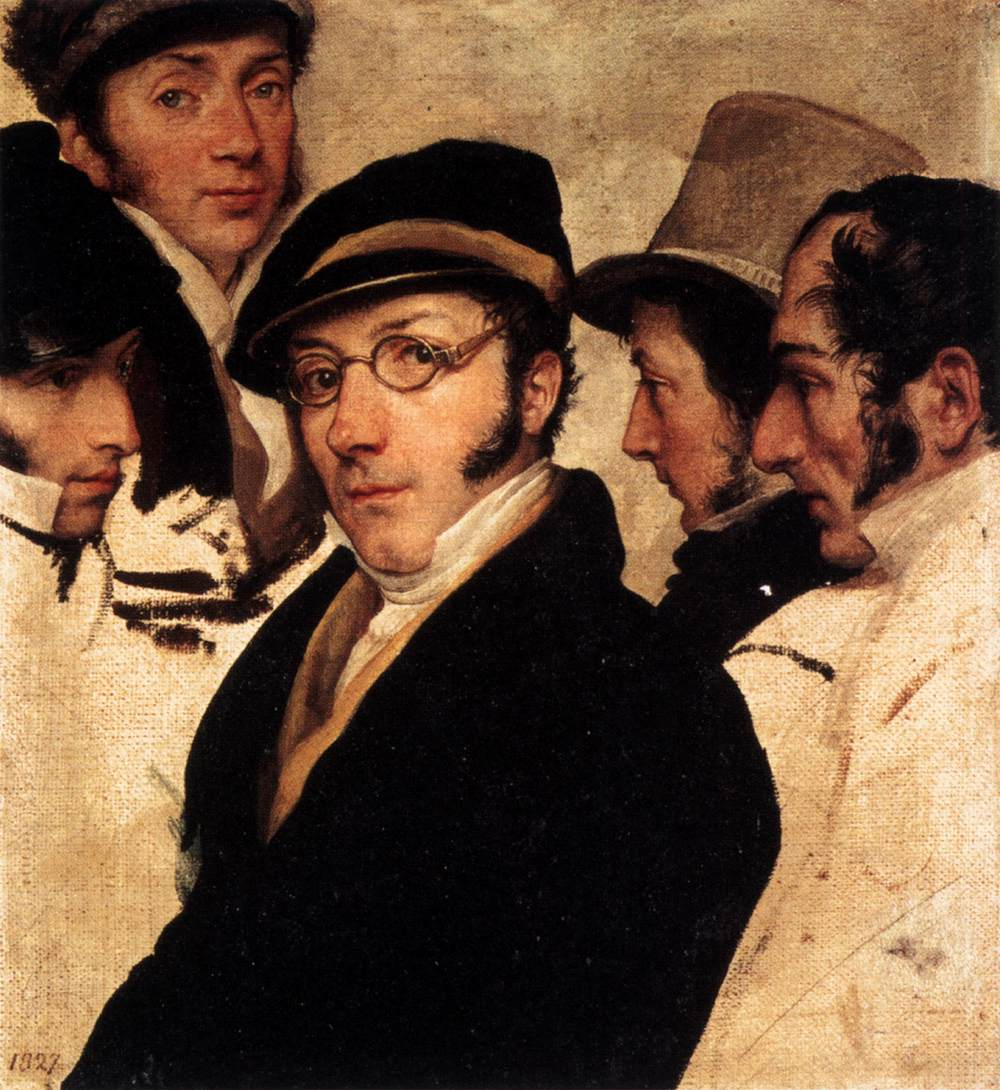
Autoportrait avec un groupe d'amis. Hayez s'est ici peint au milieu d'amis artistes (Pelagi, Giovanni Migliara, Giuseppe Molteni et Tommaso Grossi) avec lunettes et casquette, toile inachevée, 1824-1826, musée Poldi Pezzoli, Milan.

En 1806, Venise tombe aux mains de la France, devenant une province du nouveau royaume d'Italie (1805-1814). L'Académie doit déménager dans l'église Santa Maria della Carità (Venise). En 1808, un nouveau directeur est nommé, l'archéologue Leopoldo Cicognara, qui donne une impulsion à l'Académie qui s'avérera décisive pour le jeune Francesco Hayez. Celui-ci se passionne pour les cours de peinture d'histoire prodigués par Teodoro Matteini, au style marqué par le néo-classicisme. En 1809, il reçoit une première commande, une Adoration des mages, pour les pères Arméniens de la paroisse de Lussingrande,.
La même année, il compose un portrait de groupe représentant sa famille, puis remporte le concours pour une bourse d'études de trois ans à Rome avec la note maximale. Il arrive à Rome en octobre accompagné de son collègue Odorico Politi, recommandé par son oncle et, surtout, aves des lettres élogieuses écrites par le comte Cicognara, louant chaleureusement le talent de son jeune protégé, destinées à Antonio Canova et au cardinal et mécène Ercole Consalvi,. Le 28 avril 1812, Cicognara, dans une lettre transmise à son ami Canova, fait part de son ambition de voir en Hayez un interprète des inspirations nationales, capable de donner un nouveau souffle à la grande peinture italienne : « Oh par Dieu nous aussi nous aurons un peintre ; mais nous devons le garder encore quelque temps à Rome, et je ferai tout pour qu'il y reste ».
S'installant à Rome après s'être arrêté à Bologne, Florence et Sienne, Francesco a immédiatement l'occasion de se présenter à Antonio Canova, titulaire de nombreuses charges à l'époque, qui l'accueille très chaleureusement. Selon toute vraisemblance, sa relation avec Canova et son collaborateur Antonio D'Este contribue à lui ouvrir les portes des grandes collections romaines : il a accès aux musées du Capitole et au musée Chiaramonti, où il peut étudier Le Greco et la statuaire romaine qui y est conservée. De plus, grâce à Vincenzo Camuccini, il obtient la permission d'aller également dans les Chambres de Raphaël, où il peut se comparer directement au pictorialisme plastique des figures de Raphaël. Il alterne cette activité de perfectionnement artistique avec les distractions et fréquentations offertes par la vie citadine. Les personnalités artistiques les plus éminentes de l'époque figurent parmi ses amis romains : Pelagio Palagi, Tommaso Minardi, Jean-Auguste-Dominique Ingres, Bartolomeo Pinelli et Johann Friedrich Overbeck, expressément mentionnés dans ses Mémoires. Le peintre avouera plus tard : « Je dirai que celui qui m'a vu à l'atelier puis en compagnie aurait trouvé deux hommes très différents ».

### Premiers succès
En 1812, encouragé par Canova, Francesco Hayez participe au concours de l'Académie des beaux-arts de Brera pour la création d'une œuvre d'art sur le thème classique exigeant du Laocoon. Bien qu'il réalise une toile montrant de solides qualités picturales,, le jury lui décerne le premier prix ex aequo avec une œuvre beaucoup plus modeste d'Antonio De Antoni, un protégé de l'influent Andrea Appiani, membre de l'Académie milanaise et premier peintre de Napoléon Bonaparte. C'est une déception brûlante, mais surtout la « première affirmation publique réelle et importante de Hayez sur la scène nationale, qui fut suivie d'autres succès en l'espace de quelques années ».
Durant l'été 1813, il envoie à l'Académie de Venise comme travail d'études final, la grande toile Rinaldo et Armida, imprégnée de l'esprit romantique et coloriste. L'œuvre, qui présente une refonte intime de la leçon vénitienne de Titien épurée par le classicisme de Canova, est très appréciée par les universitaires vénitiens et plaît beaucoup à Leopoldo Cicognara qui accorde au boursier une quatrième année d'apprentissage et une aide substantielle.
Francesco Hayez couronne les espoirs de son mentor en remportant le 17 mai 1813, le premier prix convoité du concours Mecenate Anonimo remis par l'Accademia di San Luca pour L'Athlète triomphant. Les références à la statuaire classique et canovienne y sont encore plus marquées, prouvant que l'artiste est capable de « sélectionner avec soin ses propres référents figuratifs et de calibrer des inflexions stylistiques spécifiques également en fonction de circonstances particulières ».
Il vit à cette époque dans une demeure romaine prestigieuse, le palais de Venise, hébergé par l'archéologue et consul au service du royaume d'Italie, Giuseppe Tambroni. Il y connaît sa première histoire d'amour avec l'épouse du majordome de ce dernier avec laquelle il noue une relation clandestine ; l'affaire s'ébruite et provoque un scandale. Pour apaiser ces désaccords, Canova ordonne à son protégé de quitter Rome et de se rendre à Florence où il reste très peu. Le 17 mars 1814, Joachim Murat, mandaté par le ministre de l’Intérieur, Giuseppe Zurlo, le charge de créer un tableau, avec prix et soumis à la discrétion de Cicognara, et lui alloue tout de même une bourse annuelle de 50 scudos pontificaux mensuels pendant un an, une somme assez modeste. Un an plus tard, avec l'accord de Canova, il retrouve Rome, reprenant un thème qu'il a déjà travaillé auparavant, Ulysse à la cour d'Alcinoos ; la chute de Murat en 1815, alors que la toile n'est pas encore achevée, n'empêche pas Ferdinand Ier (roi des Deux-Siciles) d'acheter la toile et de l'exposer au musée de Capodimonte, redevenu un musée dès 1816.

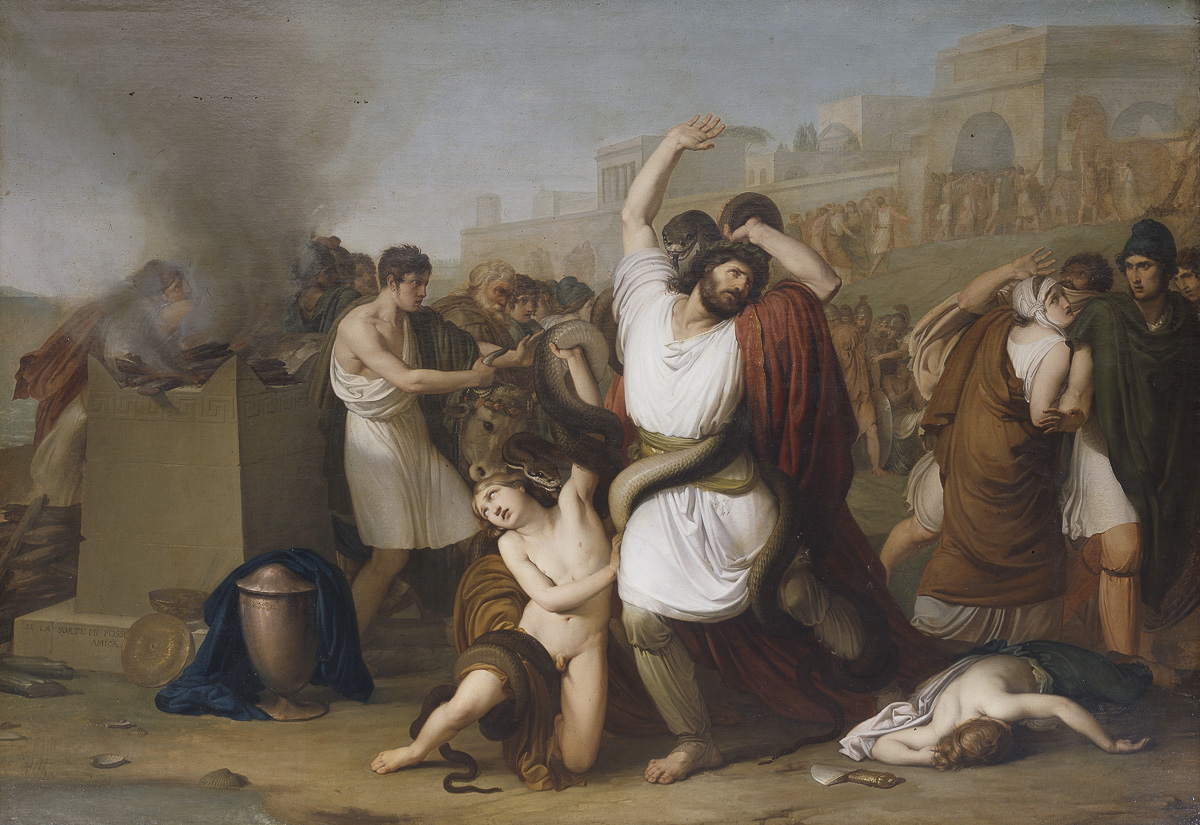
Laocoon (1812) ; huile sur toile, 246x175 cm, Milan, Académie des Beaux-Arts de Brera.
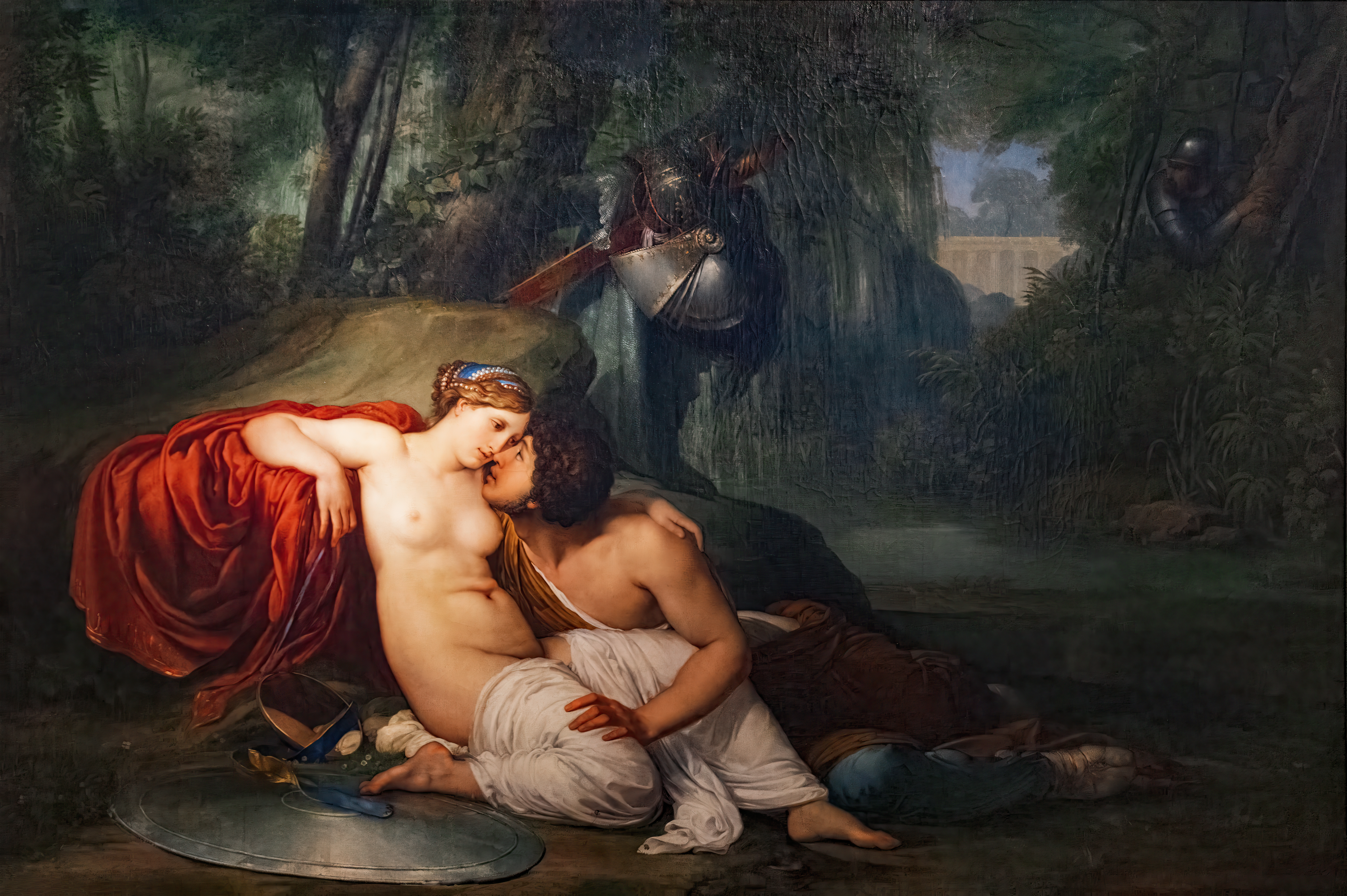
Rinaldo et Armida (1812-1813), Gallerie dell'Accademia de Venise.
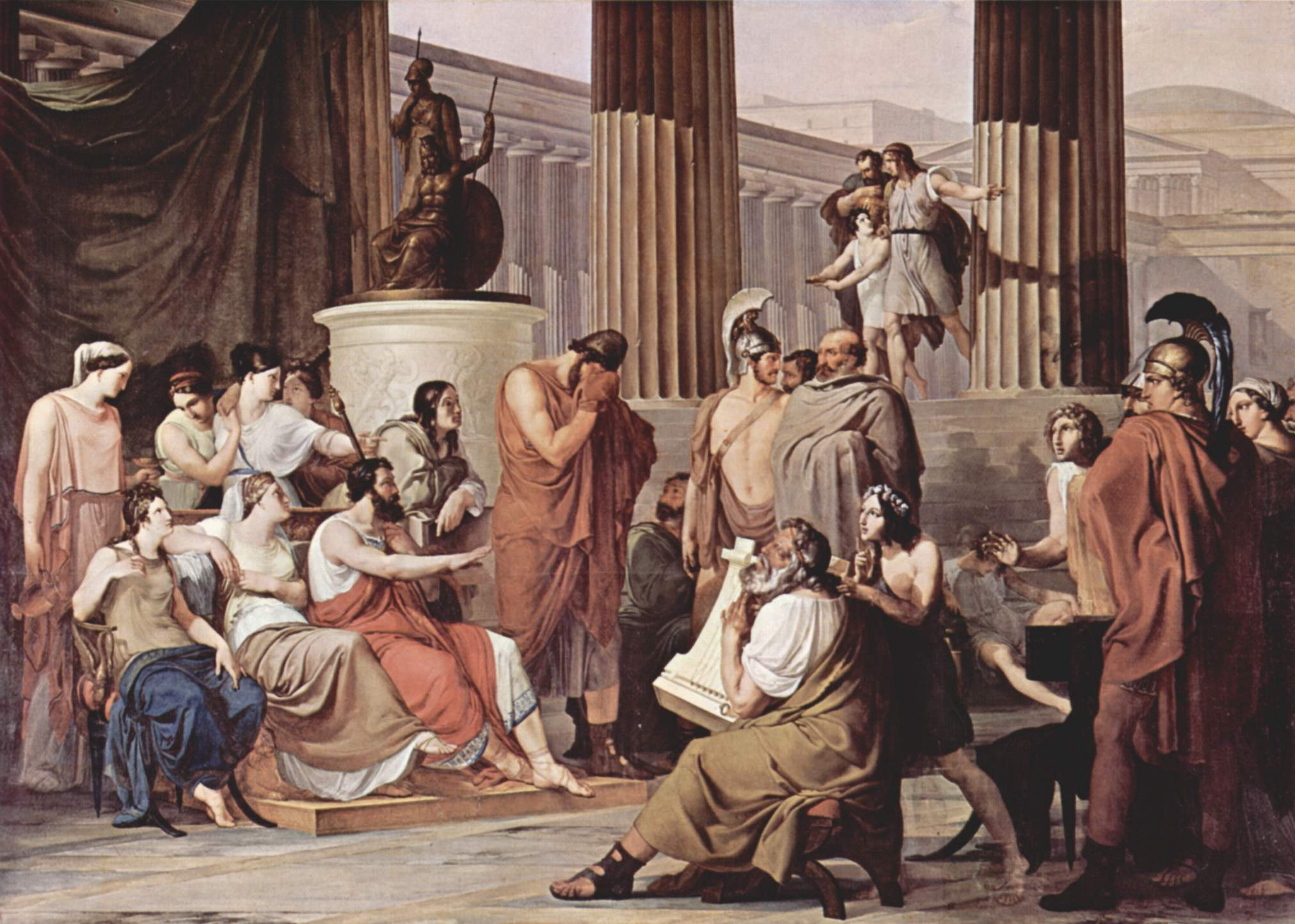
Ulysse à la cour d'Alcinoos, une commande de joachim Murat, 1815, musée de Capodimonte, Naples.

### Intermède vénitien

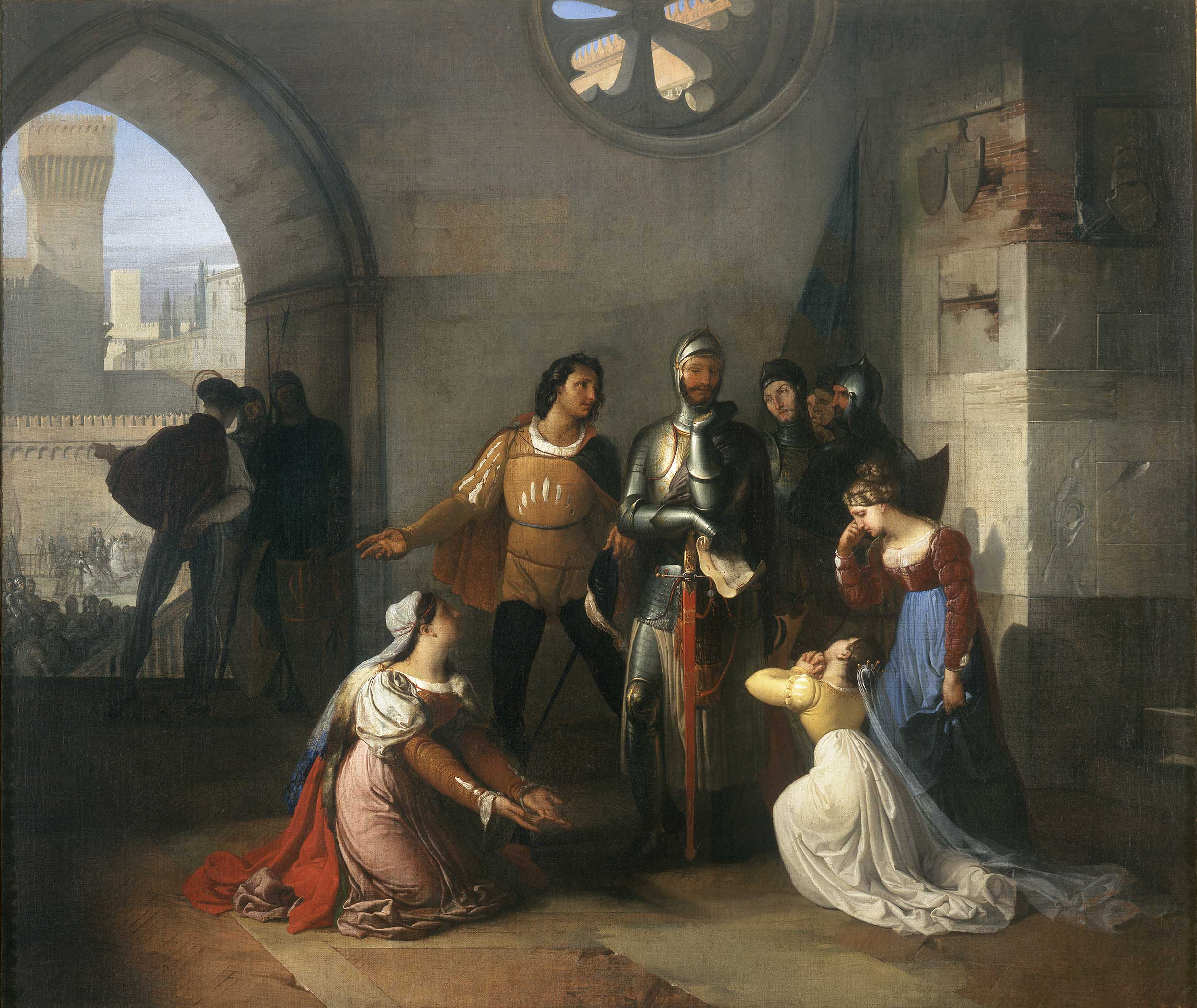
Pietro Rossi prisonnier des Scaligeri (1820), collection San Fiorano, Milan.

Francesco Hayez a alors commencé à fréquenter la maison de la famille Scaccia. Il tombe éperdument amoureux d'un des membres de cette excellente famille bourgeoise, Vincenza, une gentille fille aux bonnes mœurs. Le mariage est célébré le 13 avril 1817 dans l'église Santa Maria in Via. Aussitôt après le mariage, les jeunes mariés quittent Rome pour se rendre à Venise, obéissant à la promesse faite à Cicognara qui veut que son protégé peigne un portrait du souverain François Ier (empereur d'Autriche) qui vient d'épouser Caroline-Auguste de Bavière. Hayez peint ainsi la Pietà d'Ézéchias, retraçant l'épisode biblique bien connu, en l'honneur de la nouvelle impératrice d'Autriche. Cette œuvre (maintenant perdue) est exposée avec le Portrait de la famille Cicognara, un tableau de groupe représentant la famille de son protecteur.
Lors de leur séjour dans la cité lagunaire, Hayez et sa femme trouvent un refuge temporaire chez les oncles Binasco, puis s'installent chez la sœur du peintre, dans la perspective d'un éventuel retour à Rome qui n'a pas lieu : Hayez décide d'accepter la proposition que lui avait faite son ami Giuseppe Borsato, peintre  d'ornementation bien connu, de se joindre aux vastes entreprises décoratives à mener dans les plus prestigieuses résidences vénitiennes et padouanes. L'artiste accepte avec un enthousiasme particulier car qu'il y voit la possibilité d'améliorer sa situation économique. De 1818 à 1821, il est absorbé par le métier de décorateur. Bientôt, cependant, il renonce à cette activité lucrative, ayant le sentiment de s'éloigner de son art : « ce travail était tel que je n'étais pas content car n'étant qu'un décor je ne pouvais pas faire les études nécessaires pour avancer dans l'art », écrit-il.
Sa première composition historico-médiévale, d'inspiration romantique, Pietro Rossi prisonnier des Scaligeri (Collection San Fiorano, Milan), date de cette époque. S'éloignant des sujets mythologiques et classiques en vogue à l'époque, il aborde le filon, qui lui convient le mieux, de la peinture d'histoire.

### Exode milanais

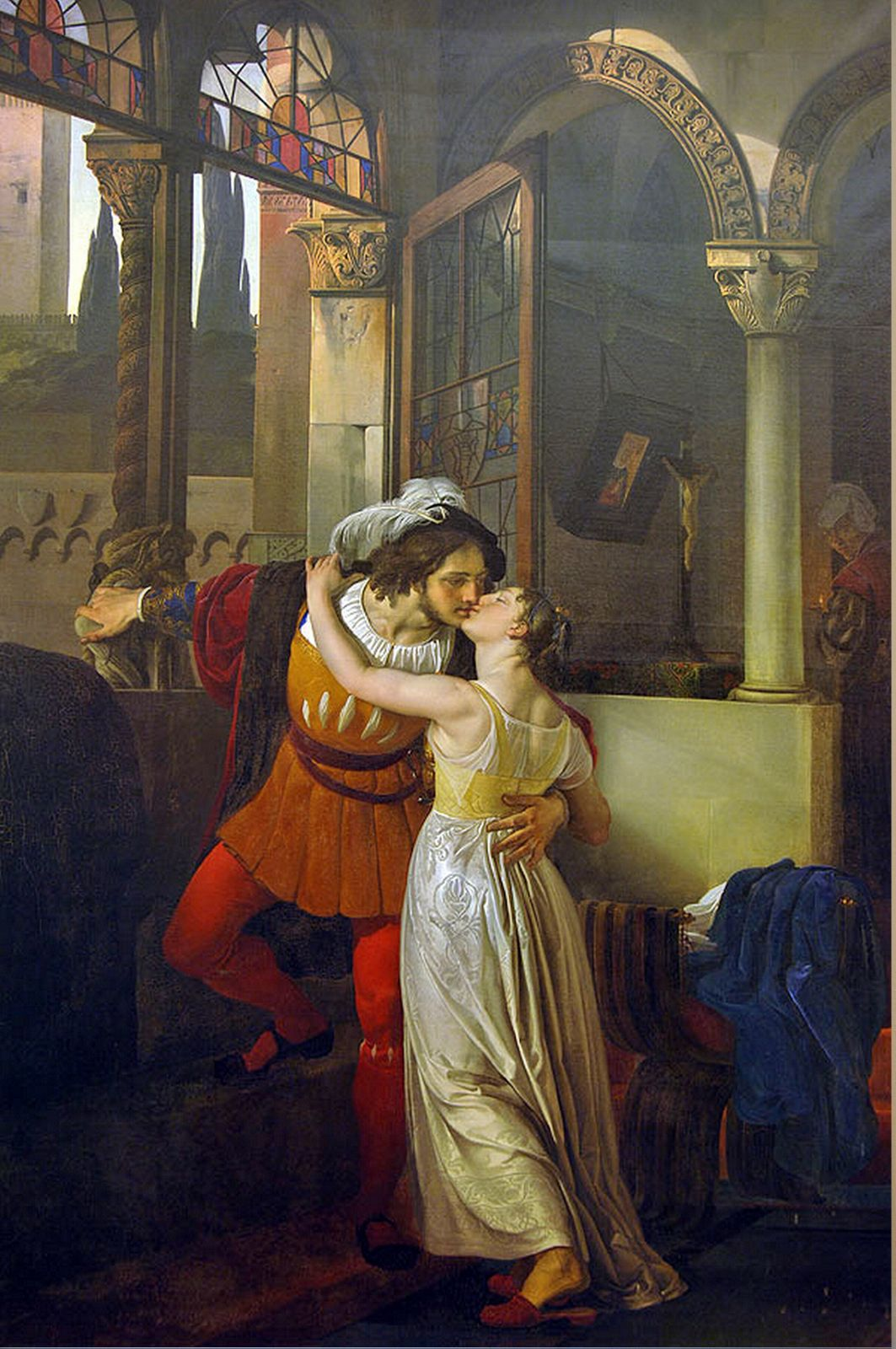
Le Dernier Baiser de Roméo et Juliette (1823), Tremezzo, Villa Carlotta.

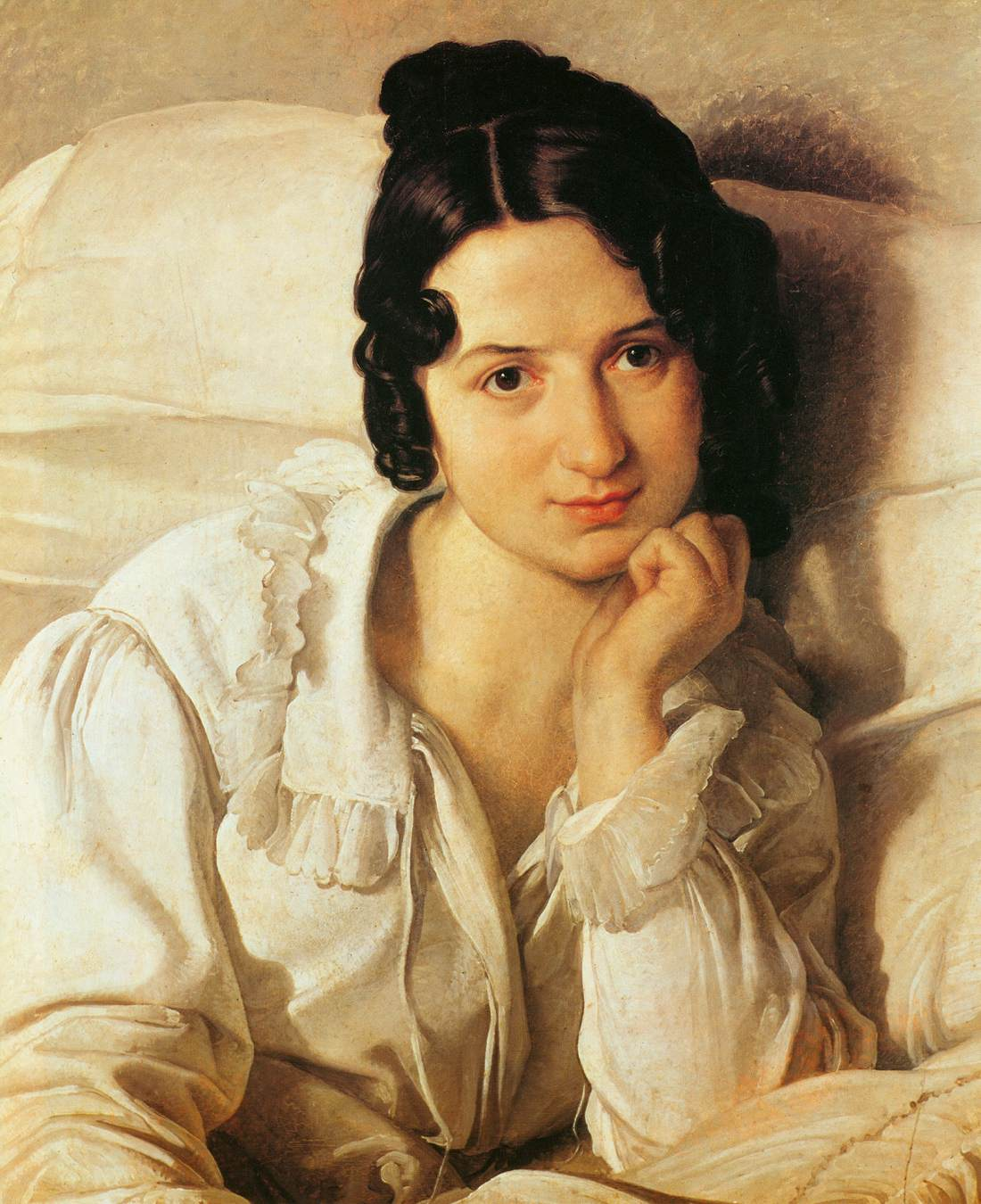
Portrait de Carolina Zucchi (1825), musée des arts anciens de Turin.

Francesco Hayez comprend qu'il doit quitter Venise et se rendre à Milan pour reprendre son destin entre ses mains, en se consacrant à la branche engagée de la peinture d'histoire. La ville conserve les traces d'une grande ferveur artistique, ayant accueilli des artistes de grand renom, en premier lieu Andrea Appiani et Giuseppe Bossi, qui trouve son expression dans les expositions prometteuses de l'Académie de Brera qui, il y a déjà plusieurs années, avait honoré son Laocoon. Grâce à ses relations privilégiées avec Pelagio Palagi, il entre en contact avec la première génération des romantiques italiens, en premier lieu Alessandro Manzoni, Tommaso Grossi, Ermes Visconti et Ignazio Fumagalli, qui sont établis à Milan. Grâce à ce dernier, il peut exposer Pietro Rossi à l'Académie de Brera à l'été 1820, remportant un grand succès qui s'avère plus tard décisif pour sa fortune à Milan. En effet, à partir de ce moment, il ne parvient plus répondre aux commandes qui lui parviennent de toutes parts (Vêpres siciliennes, L'addio di Ettore e Andromaca , l' Ossianesque Catmor e Sulmalla par exemple).
La plus prestigieuse d'entre elles reste celle du comte Francesco Arese Lucini, pour une composition inspirée d'une tragédie de Manzoni, le Comte de Carmagnole. Ce travail est vivement apprécié par Manzoni et ses amis, qui voient dans le peintre un artiste prêt à s'engager et à partager leurs idéaux, ancrés dans ce qui va devenir le Risorgimento. Cette œuvre le consacre comme le promoteur d'un art « engagé ». L'écho qu'a l'œuvre est tel qu'elle parvient également à Cicognara qui, conscient du prestige qu'elle donne à son Académie, l'aurait voulue à Venise. Désabusé, Cicognara est généreux en reproches contre « M. Francesco Hayez Veneziano », coupable de ne pas avoir pu s'opposer au « désir de ces nobles clients qui voulaient enrichir l'Académie milanaise de ses productions, et ont ainsi fraudé la Veneta, qui est restée avec le désir d'applaudir son concitoyen et de l'envoyer avec une couronne de plus au brillant destin ».
De fait, comme le soulignera plus tard le journaliste et critique d'art Giuseppe Rovani (1818-1874), en s'adressant à Hayez à propos du tournant de l'année 1821 : « Canova est mort ; et tous les arts sont renouvelés. [...] C'est donc à votre tour de provoquer un tremblement de terre et vous n'êtes pas un homme à vous perdre dans la poussière ».
En 1822, il est nommé remplaçant de Luigi Sabatelli, qui travaille à la restauration des fresques du palais Pitti, à la chaire d'histoire de l'art italien de l'Académie de Brera. L'un de ses plus proches amis est alors le graveur Michele Bisi, qui l'héberge et qui traduit son œuvre.
Il exécute ses premiers portraits qui sont remarqués et où il adopte des solutions nouvelles et futuristes, comme celui de Francesco Peloso (1824) influencé par Le Tintoret, et le Portrait du comte Arese en prison (1828), où l'on sent encore l'influence de Jacques-Louis David. Le peintre porte également un regard sur lui-même à travers une série d'autoportraits en situation (1824 et 1831), qui montre qu'il est tenté par le registre du réalisme serein. Il se représente avec ses compagnons Pelagi, Migliara, Molteni et Grossi (Autoportrait dans un groupe d'amis, 1824) ou même avec deux bêtes en cage (Autoportrait avec un lion et un tigre en cage, vers 1831). Si son mérite est d'introduire des significations allégoriques dans la peinture d'histoire, rendues avec une recherche technique et formelle minutieuse, dans le portrait, il poursuit un « registre de réalisme calme » et une « caractérisation dramatique et domestique des personnages représentés ».
En 1823, il rencontre l'artiste et lithographe Carolina Zucchi qui devient son élève, puis sa maîtresse, son modèle et sa confidente ; elle tient salon à Milan où il retrouve Gaetano Donizetti et Vincenzo Bellini. De cette époque daterait certains dessins très érotiques du peintre mettant en scène Carolina.
Le premier séjour à Milan est le « plus beau moment » de la carrière de l'artiste, comme il peut lui-même l'affirmer dans les Mémoires. Il s'applique alors à réaliser ses principales œuvres de jeunesse, jetant les bases de ce que seront les thèmes développés dans sa maturité tardive. La grande toile représentant Le dernier baiser de Roméo et Juliette date de ces années, réalisée en 1823 sur commande du collectionneur Giovanni Battista Sommariva : en représentant une scène clé de la célèbre tragédie shakespearienne, il insiste d'une part sur l'adieu triste et imminent des deux amants perdus, submergés par un amour passionné et meurtrier, et d'autre part sur une reconstitution minutieuse de l'environnement, philologiquement vérifiée sur les sources et riche en références littéraires.
Ces motifs se retrouvent à nouveau dans d'autres œuvres, toujours de sujets historico-littéraires, comme Fiesco prend congé de sa femme, directement inspiré de La Conjuration de Fiesque de Gênes de Friedrich von Schiller, la composition théâtrale de La congiura dei Lampugnani, explicitement tirée de l'Histoire de Florence de Nicolas Machiavel, ou Maria Stuarda alors qu'elle monte à la potence, à nouveau tiré de La Conjuration de Fiesque de Gênes, qui reçoit un succès durable à la fois pour le charme romantique de l'héroïne et du fait de la fortune que la tragédie de Schiller a dans ces années-là.
Il devient rapidement Milanais par vocation, à tel point qu'il ne quittera jamais Milan : le projet de retourner à Rome s'est éloigné, surtout après la mort de Canova survenue en 1822.

### Le Salon des Cariatides

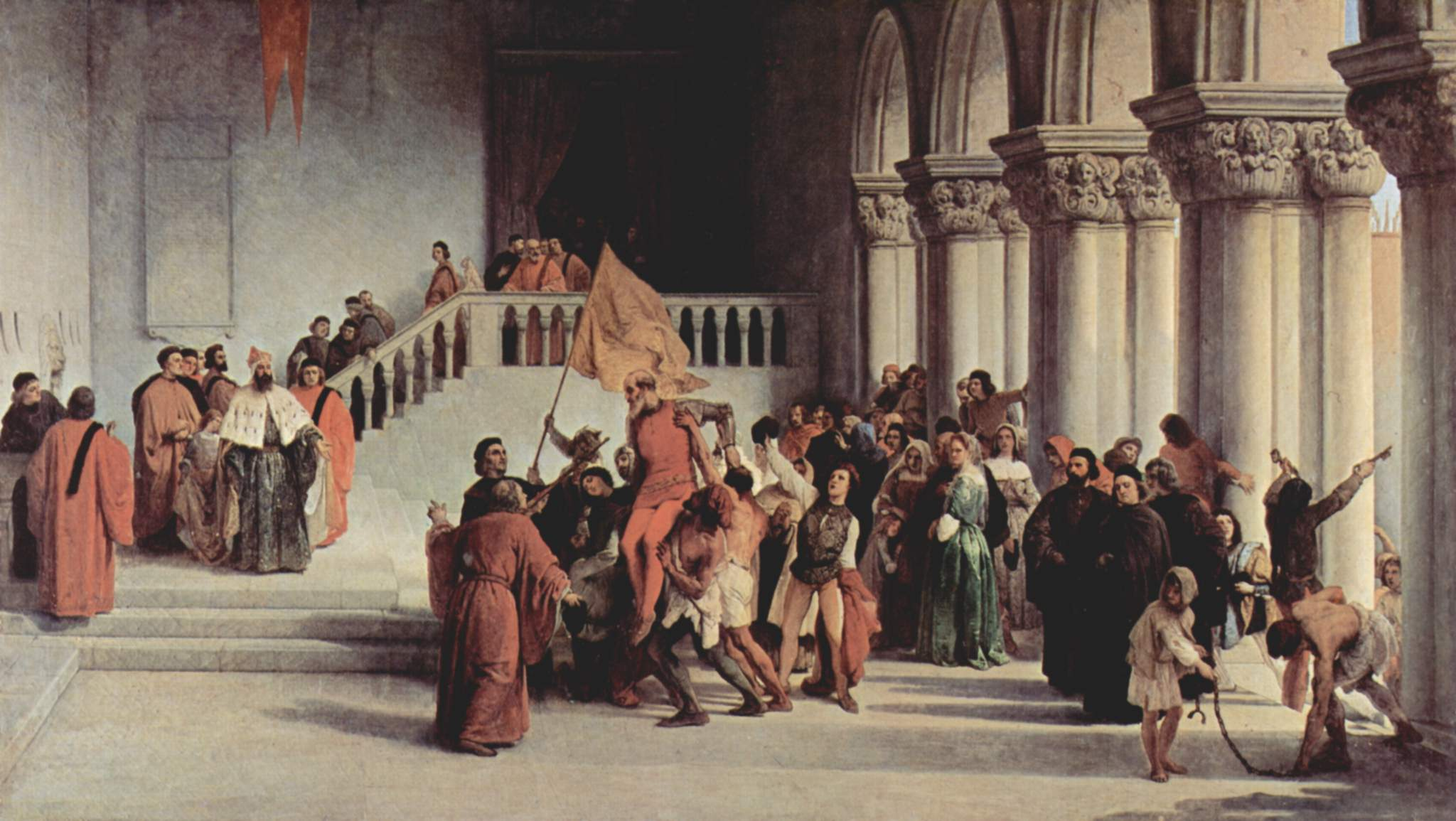
Liberazione di Vittor Pisani, 1840, Tremezzo, Villa Carlotta.

L'habileté picturale magistrale de Hayez lui garantit une certaine notoriété même au-delà des frontières italiennes, surtout en Europe centrale ; le peintre reçoit des commandes venues de la cour de Guillaume Ier de Wurtemberg et surtout du prince Klemens Wenzel von Metternich qui le charge d'exécuter le plafond du Salon des Cariatides au Palais royal de Milan, une allégorie pour commémorer le couronnement de Ferdinand Ier (empereur d'Autriche).
Il s'agit d'une commande très importante : pour cette raison, avant de quitter Milan, il exécute une série de dessins préparatoires et les soumet au jugement du comte Franz von Hartig, titulaire du gouvernorat de Lombardie à l'époque. Après avoir consulté son ami Andrea Maffei sur l'iconographie à adopter, il part ensuite pour Vienne (Autriche). Il arrive dans la capitale des Habsbourg après s'être arrêté rapidement à Venise et à Ljubljana, où il rencontre respectivement l'archiduc Rainier d'Autriche (1783-1853), vice-roi du royaume de Lombardie-Vénétie, et Joseph Radetzky. Une fois à Vienne, il est reçu à la cour par Metternich, et présente les dessins au ministre de l'Intérieur, le comte François Kolowrat, qui délivre l'autorisation définitive pour la réalisation du projet. Après un long processus bureaucratique, il peut finalement participer au climat artistique et intellectuel animé de la Vienne du XIXe siècle, visitant l' Académie des Beaux-Arts et fréquentant les ateliers de divers artistes. Lors de son voyage de retour en Italie, il s'arrête à Munich, où il rencontre l'architecte Leo von Klenze et les artistes munichois de cette école, tels que Ludwig Schwanthaler, Peter von Cornelius et Julius Schnorr von Carolsfeld, que, pour certains, il n'avait pas revu depuis sa jeunesse à Rome. De retour à Milan en février 1835, il ne dispose plus que de quarante jours avant la date du couronnement impérial pour terminer son travail.
La fresque plait à la fois à l'empereur et au ministre Kolowrat qui le charge d'exécuter Vettor Pisani libéré de prison (thème sur lequel l'artiste reviendra plus tard) et La dernière rencontre de Iacopo Foscari avec sa famille, représentant un épisode tiré d'un drame de Lord Byron - qui sera plus tard une source d'inspiration pour Giuseppe Verdi - accueilli avec enthousiasme par le public viennois à l'Österreichische Galerie Belvedere. Toujours dans ces années, il peint La Mélancolie, une toile représentant une jeune fille déchirée par la mélancolie, un sentiment également largement traité dans la poésie romantique.

### Succès des thèmes romantiques

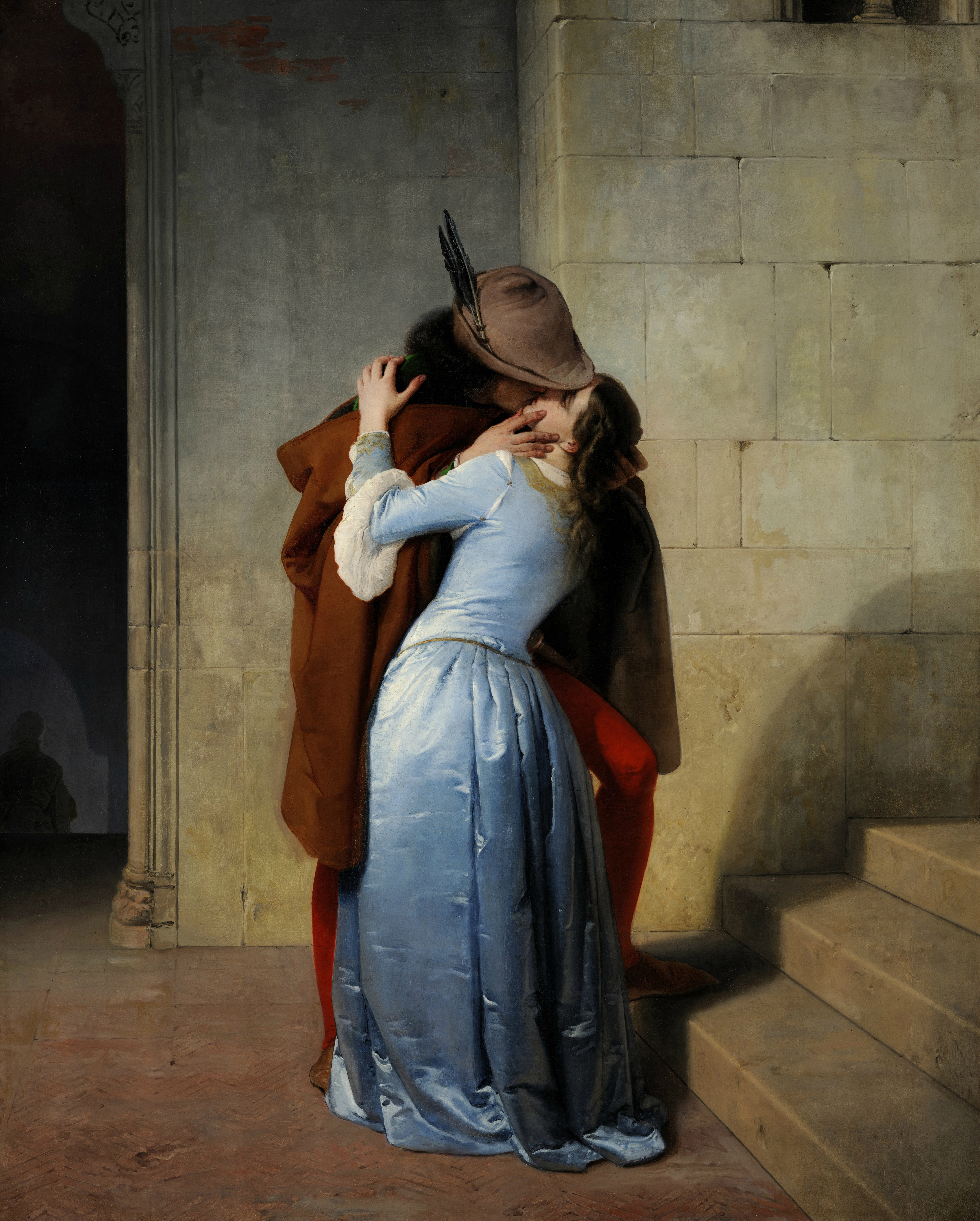
Le Baiser (1859), Pinacothèque de Brera.

Après avoir terminé la décoration du Salon des Cariatides, Francesco Hayez débute une phase plus mature de sa peinture historique, qu'il emplie d'évocations du Risorgimento, symbole d'un langage pictural de la nation italienne qui, avant même sa proclamation officielle, est considérée comme cohérente dans sa propre identité culturelle, forte dans la tradition du mélodrame et dans la production d'Alessandro Manzoni. Le début de ce voyage - comme l'affirme Hayez lui-même - est marqué par la réalisation de la Rencontre de Jacob et d'Esaü (1844) et de la toile monumentale représentant La soif des croisés sous Jérusalem. La gestation de ce dernier tableau, qui débute en 1835 de sa propre initiative et est finalement repris en 1838 par Charles-Albert (roi de Sardaigne), dure près de vingt ans, à tel point qu'il ne fut envoyé à Turin qu'en 1849, pour être ensuite accroché dans la Sala delle Guardie del Corpo du Palais Royal, où il est toujours exposé. Bien que les critiques turinois accueillent froidement son œuvre, le nouveau roi Victor-Emmanuel II la reçoit chaleureusement, à tel point qu'il décerne à Hayez l'Ordre des Saints-Maurice-et-Lazare . Parallèlement à la réalisation de la Soif des croisés, l'artiste réalise divers portraits dont notamment celui d'Alessandro Manzoni (1841), le Portrait de Matilde Juva Branca et le Portrait de Gian Giacomo Poldi Pezzoli .
Il inaugure, à partir des années 1840, une phase plus mature, sa peinture historique évolue, ses portraits de femme prennent en gravité comme Malinconia (1840-1841, Pinacothèque de Brera) ou Accusa segreta (Accusation secrète, 1847, Galerie d'art moderne de Milan), cycle qui se termine par le Portrait de Matilde Juva Branca (1851, Pavie, Pinacothèque Malaspina) qui appartient à une série de trois tableaux ayant pour thème la trahison amoureuse.
Le 18 août 1850, il devint professeur de peinture à l'Académie de Breda, après le décès de Luigi Sabatelli, dont il a été professeur suppléant; en mai 1852, il reçoit l'Ordre de la Croix de fer de l'empereur François-Joseph Ier. En 1860, il est nommé professeur honoraire de l'Académie des beaux-arts de Bologne et, la même année, il assume la présidence de celle de Milan, représentant son ami Massimo d'Azeglio. La production artistique liée à cette période est également très nombreuse, dont le Martyre de Saint-Barthélemy en 1856 pour l'église paroissiale de Castenedolo, et Le Baiser, une œuvre très célèbre à laquelle le nom de Hayez est inextricablement lié. Commandé par le comte Alfonso Maria Visconti di Saliceto et présenté à Milan le 9 septembre 1859 Le Baiser représente un couple de deux jeunes amants totalement abandonnés dans un baiser très intense que le maître imprègne d'idéaux patriotiques en écho au Risorgimento, favorisant son succès :  c'est sans doute sa toile la plus célébrée de son temps en Italie. Il existe trois autres exemplaires du tableau, chacun caractérisé par des choix de couleurs différents.

### Dernières années
En 1861, Francesco Hayez décide de quitter son atelier de Brera et d'offrir son équipement artistique à l'Académie de Venise. Il réalise deux peintures monumentales, La Destruction du temple de Jérusalem et La Mort du Doge Marin Faliero (1867), qu'il destine à cette académie en guise de témoignage artistique envers celle-ci où il s'est initialement formé ; seule la première est conservée à Venise. La vieillesse commence à affaiblir l'énergie créatrice du peintre, au point qu'il décide de se consacrer à de plus petites œuvres. Il réalise encore des portraits destinés à devenir célèbres comme le Portrait de Gioacchino Rossini (portrait posthume de 1870) ou encore celui de Massimo d'Azeglio (1864). En 1869, son épouse Vincenza meurt. Après ce deuil, il passe les dernières années de sa vie à s'occuper d’Angiolina Rossi Hayez, une petite fille qu'il a adoptée en 1873.
Son Autoportrait de 1878 le montre cramponné à son pinceau. Ses dernières compositions sont des natures mortes, des bouquets de fleurs (1881).
Hayez meurt à Milan, le 11 février 1882, à l'âge de 91 ans, sincèrement pleuré par ses contemporains ; sa dépouille est transportée au cimetière monumental de Milan et enterrée dans un columbarium de la crypte de Famedio, lieu destiné à abriter des personnalités illustres ; récemment, ses restes ont été rassemblés dans une grande niche-ossuaire de la même crypte.
Parmi ses élèves de l'Académie de Brera figurent Carlo de Notaris, Carlo Belgioioso, Amanzio Cattaneo, Alessandro Focosi, Giovanni Battista Lamperti, Livo Pecora, Angelo Pietrasanta, Antonio Silo, Ismaele Teglio Milla et Francesco Valaperta,.

### Honneurs posthumes
Le 10 février 1890, huitième anniversaire de sa mort et proche du centenaire de sa naissance, Francesco Hayez est honoré par les membres de l'Académie de Brera avec l'inauguration d'un monument en bronze du sculpteur Francesco Barzaghi qui est inauguré sur la Piazzetta Brera où il se trouve toujours. La présentation de la statue a lieu à l'issue d'une longue cérémonie au cours de laquelle certains des professeurs les plus célèbres de l'Académie sont honorés : le peintre Tranquillo Cremona, décédé prématurément en 1878 ; le peintre et ancien président de l'Académie Luigi Bisi, décédé en 1886 ; le critique d'art Giuseppe Mongeri, qui succéda également à Hayez comme président, décédé en 1888 ; le trésorier Inspecteur de l'Académie, le comte Francesco Sebregondi. A la fin de la cérémonie, un long discours est prononcé par le Marquis Sénateur Emilio Visconti-Venosta, président de l'Académie Royale des Beaux-Arts, en présence des plus hautes personnalités de l'administration milanaise. Le texte du discours a ensuite été publié dans les Actes de l'Académie Royale Impériale des Beaux-Arts de Milan.
Étaient présents à la cérémonie d'inauguration du monument, entre autres : sa fille adoptive Angiolina, donatrice des œuvres de Hayez qui étaient accrochées dans l'atelier du peintre à l'Académie ; Giuseppina Morosini Negroni Prati du Tessin à qui Hayez avait dicté ses mémoires ; l'ami intime du peintre Cesare Cantù, le comte Emilio Barbiano di Belgiojoso et le maire de Milan Gaetano Negri.

## Style
Au cours de sa longue carrière, Francesco Hayez s'est révélé particulièrement prolifique. Sa production comprend des peintures historiques conçues pour faire appel à la sensibilité patriotique de ses mécènes ainsi que des œuvres d'un style néoclassique reprenant de grands thèmes, issus de la littérature biblique ou classique. Il peint également des scènes de représentations théâtrales. Les retables sont manifestement absents, peut-être en raison des invasions napoléoniennes qui ont désacralisé de nombreuses églises et couvents du nord de l'Italie. L'historien de l'art Corrado Ricci l'a décrit comme un classique qui a ensuite évolué vers un style de tumulte émotionnel.
Francesco Hayez est le représentant le plus importent et le plus connu du romantisme en Italie. Ce mouvement culturel n'y a pas trouvé de terrain fertile, où il a été étouffé à la fois par les contrôles et les mesures de censure mis en place par les Bourbons, les Habsbourg et les États pontificaux, et par un manque d'énergie et de dynamisme novateur ; cette forte inertie artistique place l'Italie en opposition totale avec le reste de l'Europe qui voit s'affirmer des figures telles que Caspar David Friedrich, Turner, Goya et Eugène Delacroix.
La peinture de Francesco Hayez est particulièrement emblématique en ce sens : abordant le répertoire mythologique et historique, son style est très proche de la sensibilité romantique, qu'il réinterprète cependant d'un point de vue nettement classique et académique. Cette équidistance entre classicisme et romantisme, les deux positions dichotomiques de cette diatribe véhémente qui a marqué le XIXe siècle, a joué un rôle décisif dans la fortune de sa production, qui a ainsi exercé une influence autoritaire sur la peinture du XIXe siècle et sur le goût esthétique italien. Ce dernier, à la différence du modèle transalpin, était en effet encore soumis aux limitations imposées par l'adhésion au répertoire mythologique et au canon classique ; dans sa maturité précoce, Hayez reflète ce goût, subissant les influences de Canova et Raphaël. On ne peut pas en dire autant des sujets : sous le cadre historique (formule expressive très efficace), Hayez a sous-tendu l'idée d'une Italie unie, dans un cadre de propagande capillaire qui impliquait aussi le mélodrame, très populaire à l'époque, et la musique de Giuseppe Verdi.
Ses toutes premières œuvres se caractérisent par un goût modéré et un style clair, qui se résout dans les heureux chromatismes qu'il adopte, et qui, grâce à des jeux de couleurs captivants, se fondent avec le reste des éléments du tableau dans un sobre équilibre visuel. Ses choix chromatiques sont souvent de véritables véhicules allégoriques, avec lesquels il peut assurer la diffusion presque subliminale des idéaux du Risorgimento ; des allusions au drapeau de l'Italie ou, plus généralement, à des éléments du Risorgimento, sont souvent présentes dans ses œuvres à partir de choix chromatiques.
En plus des pièces de sujets historiques, Francesco Hayez se distingue également par une production remarquable de portraits, où il obtient les résultats expressifs les plus élevés. Les représentants les plus éminents du Risorgimento sont représentés dans ses toiles : le Portrait de la princesse Cristina Trivulzio Belgiojoso, plein de significations politiques, et le Portrait du comte Arese en prison, où l'illustre patriote est représenté enfermé dans la Forteresse du Spielberg sont de ce point de vue particulièrement significatifs.
Son réalisme audacieux constitue une autre particularité de son style pictural : l'artiste va en effet dans le sens d'une transposition efficace de la vérité, qui se manifeste surtout dans les différents nus féminins, qui suscitent souvent le scandale car jugés dépourvus d'harmonie et délibérément vulgaires, coupables de négliger les exigences de décorum et manquant d'aura. Vénus jouant avec deux colombes, figuré par la danseuse Carlotta Chabert, s'inscrit dans cette veine.
Le Baiser était considérée comme l'une de ses meilleures œuvres par ses contemporains et est peut-être son œuvre la plus connue. Le geste anonyme et sans affectation du couple ne nécessite aucune connaissance du mythe ou de la littérature pour être interprété et fait appel à un regard moderne.

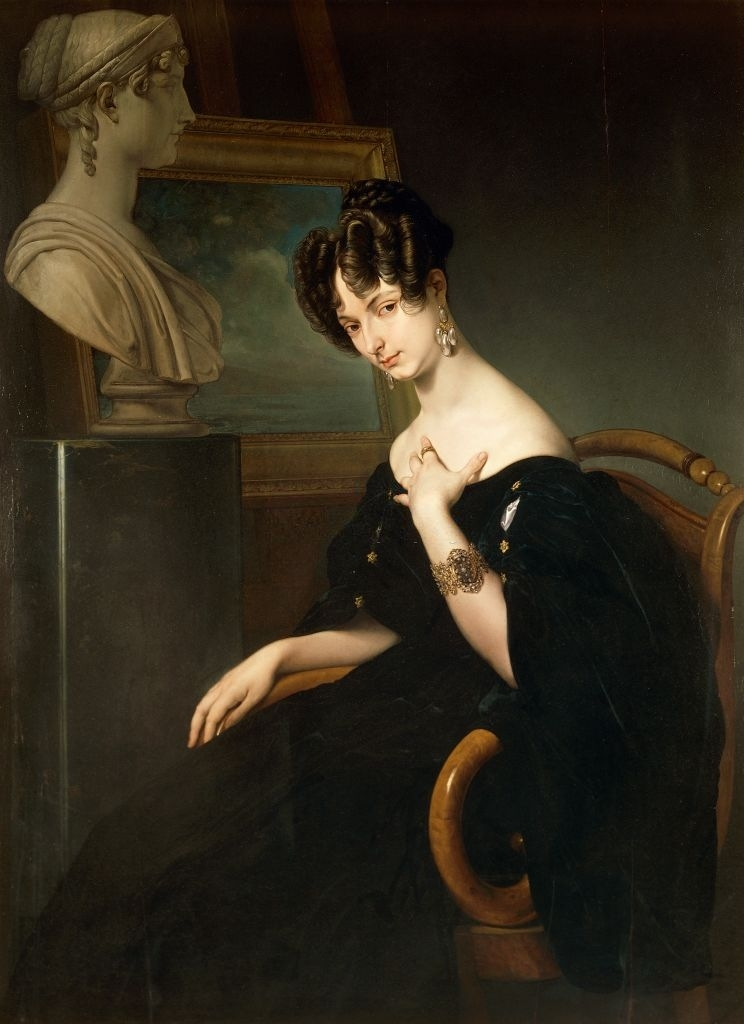
Portrait de la princesse Cristina Trivulzio Belgiojoso, 1832.
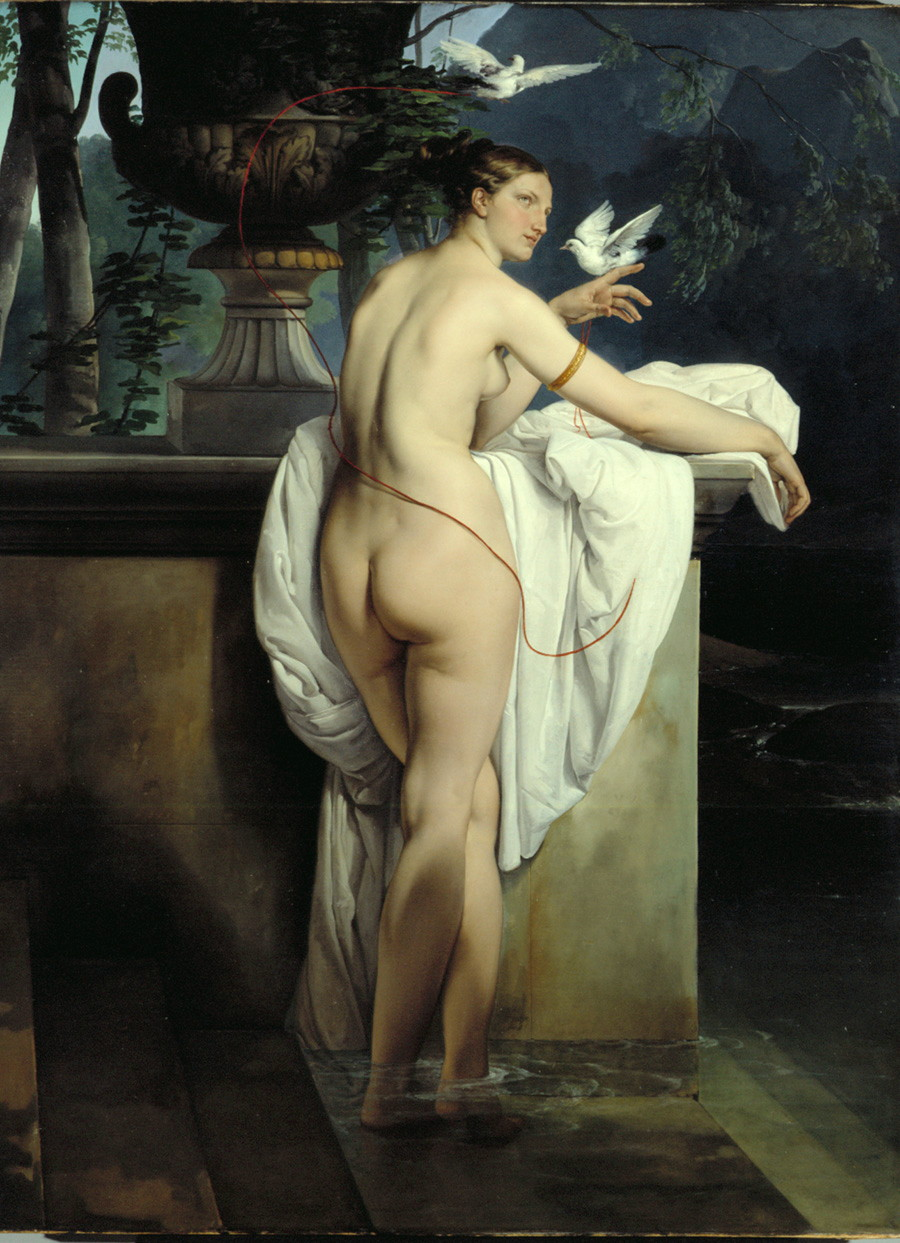
Vénus jouant avec deux colombes, 1830.
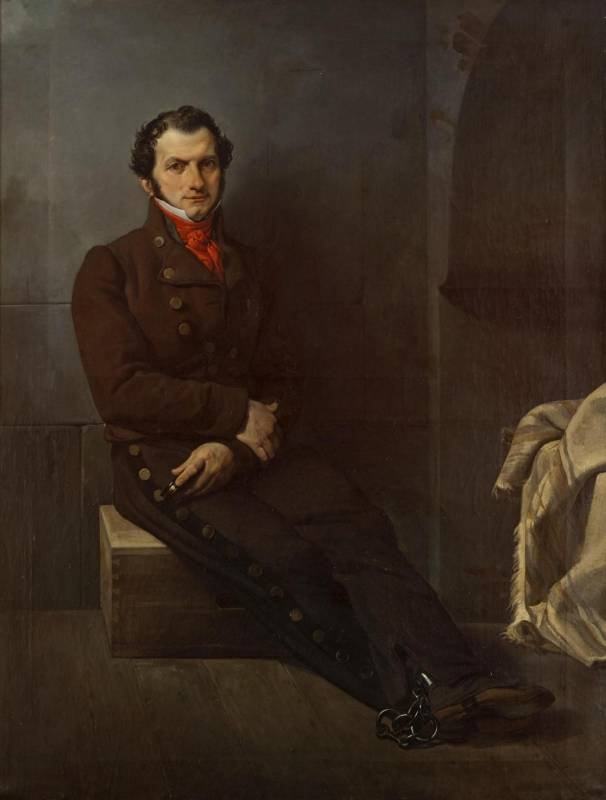
Portrait du comte Arese en prison, 1828.

## Postérité

### Sources
Francesco Hayez a laissé à la postérité ses mémoires, publiés en 1890 à Milan sous le titre Le mie memorie avec une préface d'Emilio Visconti-Venosta. De nombreux détails de sa vie entre 1791 et 1840 proviennent de cet ouvrage, fruit d'une collaboration avec la comtesse Giuseppina Negroni Prati Morosini, une amie à qui il dicta ses souvenirs entre 1869 et 1875, et qui légua le manuscrit à l'Académie des beaux-arts de Brera le 3 avril 1890, exauçant les souhaits exprimés par Francesco Hayez lui-même. La genèse éditoriale de l'ouvrage est divisée en deux manuscrits : l'un complet, publié sous le titre Le mie memorie, et l'autre dûment retravaillé et retouché, publié sous le même titre par Fernando Mazzocca en 1995.
Cette autobiographie, intense et pleine d'anecdotes, de considérations personnelles et de notes d'usage, qui couvrent la période entre 1791 et 1838, apparaît comme « l'aboutissement d'une longue stratégie de construction de l'image de l'artiste qu'on peut dire que Hayez a toujours poursuivie » .

### Stendhal, Mazzini et Defendente Sacchi
Giuseppe Mazzini, l'idéologue de l'épopée du Risorgimento, dans un essai très poignant publié plus tard sous le titre Peinture italienne moderne, était catégorique en affirmant que l'Italie était vue par les observateurs au-delà des Alpes comme une« terre des morts », un pays affligé d'une torpeur séculaire. Un sort similaire aurait été réservé à la peinture nationale, étouffée par les principes rigides de l'âge néoclassique, s'il n'y avait pas eu le « génie démocratique » de Hayez, « un grand peintre italien idéaliste du XIXe siècle », le « chef de l'école de peinture historique, que la pensée nationale revendiquait en Italie », « l'artiste le plus avancé que nous connaissions dans le sentiment de l'Idéal qui est appelé à gouverner toutes les œuvres de l'Epoque ». Mazzini réaffirme donc l'originalité de Hayez, affirmant que « son inspiration émane directement du Génie » et revendiquant son rôle de plus grand interprète du Romantisme. Il loue la portée européenne de la production de Hayez, qu'il considère comme un porte-parole universel, presque une figure prophétique.
Stendhal, dans une lettre datée de 1828 adressée à son ami Alphonse Gonsollin, reconnaît la primauté de Hayez, considéré par l'écrivain français comme l'un des rares artistes italiens à avoir su interpréter le théâtre majestueux des idéaux romantiques.
La critique militante de Mazzini a joué un rôle décisif dans la fortune considérable de Hayez, qui était déjà admiré et aimé par Defendente Sacchi de Pavie, qui a écrit des articles enflammés en faveur de l'artiste dans certains périodiques populaires. L'un des textes de Sacchi a certainement dû être lu par Mazzini qui, bien qu'il ne l'ait jamais visité, parvient tout de même à évoquer la simplicité de l'atelier de Hayez, regorgeant d'objets.
En 1881, l'influence culturelle de l'artiste (encore vivace pendant une courte période) se confirme, lors de la publication du roman Malombra d'Antonio Fogazzaro : l'œuvre décrit la résidence d'un protagoniste, dans la chambre duquel un portrait féminin a été accroché par Hayez lui-même.

### XXeetXXIesiècles
Au début du XXe siècle, l'aura de Francesco Hayez s'estompe peu à peu, surtout en raison du « malheur de l'académie » dont elle jouit dans l'historiographie artistique de cette période : cet oubli, partiellement racheté dans l'entre-deux-guerres, lorsqu'il apparaît timidement sur la scène internationale de la Biennale de Venise, dure jusqu'à la fin de la Seconde Guerre mondiale.
Sa notoriété ne renaît qu'après la Seconde Guerre mondiale, grâce à la réhabilitation de la culture académique qui commence à se diffuser à travers les grandes expositions internationales : le rôle joué par la grande exposition anthologique consacrée à l'artiste en 1983, montée dans différents musées milanais, à l'occasion du centenaire de sa mort, est fondamental. L'inauguration de cette exposition a donné libre cours à la veine interprétative des critiques italiens de l'époque, qui ont ainsi eu l'occasion de redécouvrir un artiste éclectique qui, incarnant l'esprit de son époque, l'a conduit vers les plus grandes formes d'expression dans les domaines les plus disparates de la peinture, des thèmes religieux, bibliques et orientalistes aux nus féminins et aux portraits. Giulio Carlo Argan est son seul détracteur dans ces années, qui dans son Art moderne (1970) soutient la nécessité de prendre Antonio Canova comme modèle d'imitation artistique, rejetant la production de Hayez pour ses tons trop mélodramatiques.
De nombreuses expositions lui sont consacrées : au palais Zabarella à Padoue pour le quadriennal 1996-1999, Hayez nella Milano di Manzoni e Verdi à l'occasion du 150e anniversaire de l'unification de l'Italie, et enfin la grande exposition monographique tenue à la Gallerie di Piazza Scala du 6 novembre 2015 au 21 février 2016, Hayez, visant à illustrer la carrière et les œuvres de l'artiste, avec une juxtaposition inédite des différentes éditions du Baiser.
Grâce à la diffusion des médias de masse, la figure de Francesco Hayez s'est diffusée hors des cercles strictement artistiques, arrivant également au cinéma et devenant une véritable référence iconographique. Mario Soldati insère le portrait de la femme de Manzoni sur un mur du palais du comte d'Ormengo dans le film Malombra ; la citation la plus célèbre, cependant, se trouve dans Senso, où le réalisateur Luchino Visconti fait un casting du Baiser dans la scène finale à la Villa di Aldeno. D'autres références au peintre peuvent être trouvées dans Promessi sposi de Mario Camerini, dans Frères d'Italie de Mario Martone, où les angoisses et les aspirations de l'époque du Risorgimento sont mises en scène, dans Waterloo de Sergueï Bondartchouk et dans Roméo et Juliette de Zeffirelli, plein d'un sensualisme délicieusement romantique.

## Œuvre

### Dans les collections françaises
- Nu féminin, musée Faure, Aix-les-Bains.
- Marie Stuart protestant de son innocence à la lecture de sa condamnation à mort (1832), huile sur toile, 195 × 240 cm, Paris, musée du Louvre[26].

## Galerie

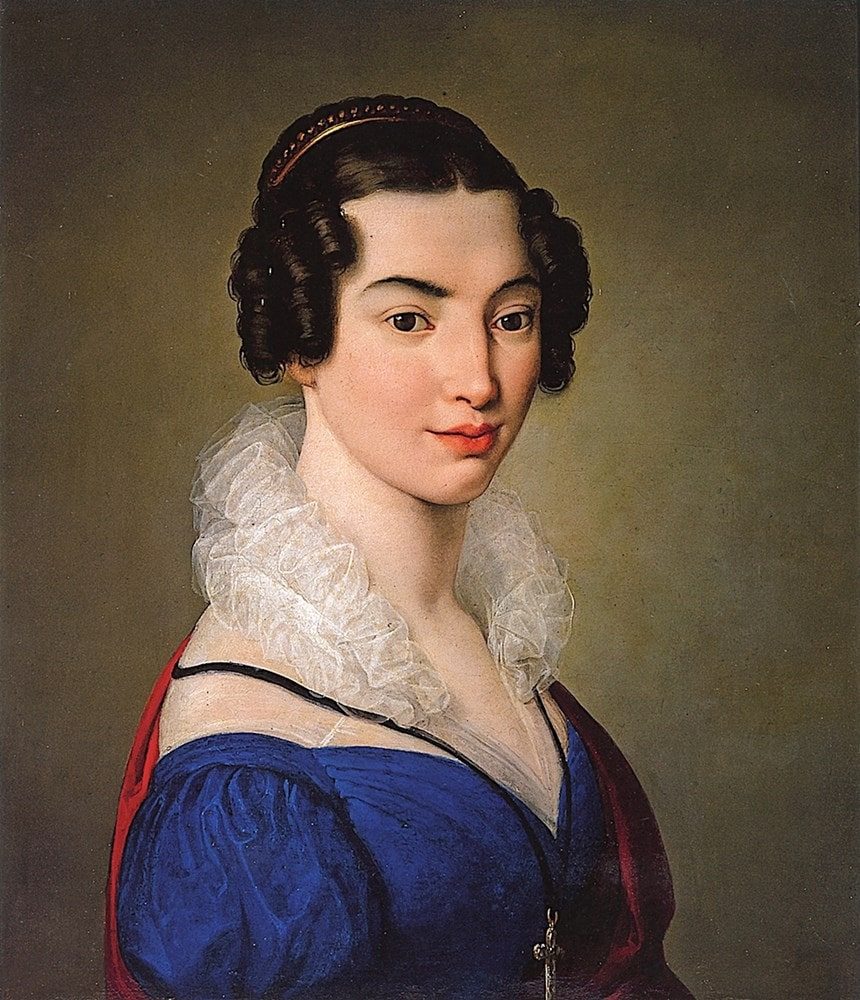
Portrait d'Antonietta Vitali Sola (1823)
Marie-Madeleine pénitente (1825), Galleria Civica d'Arte Moderna, Milan.
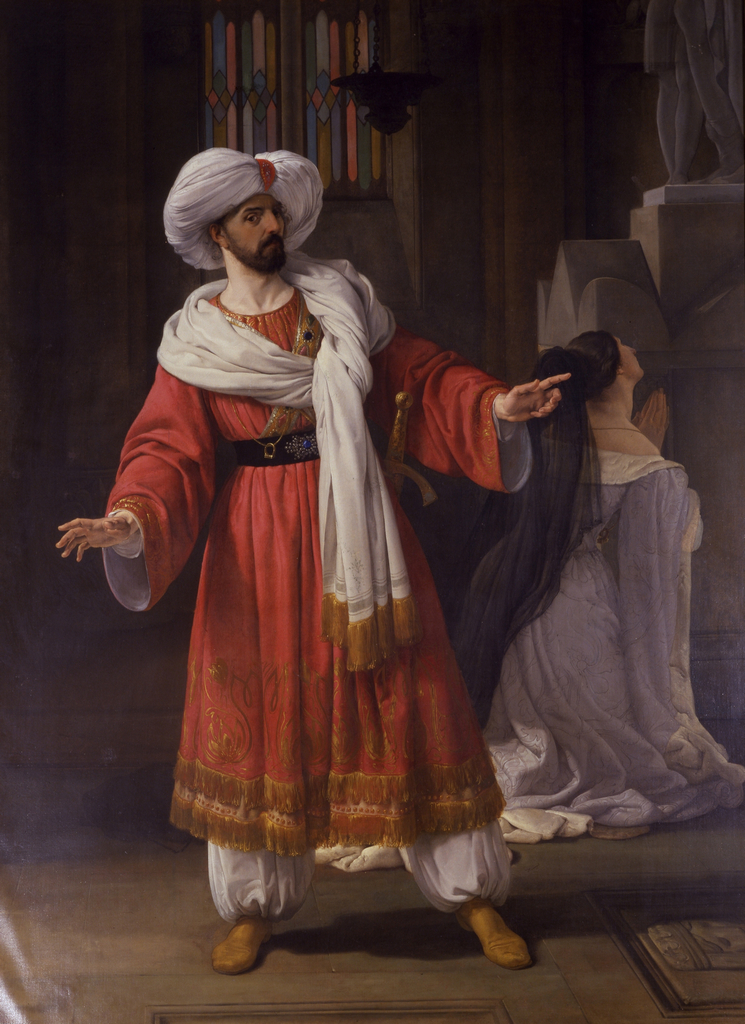
Portrait de Giovanni David (1830)
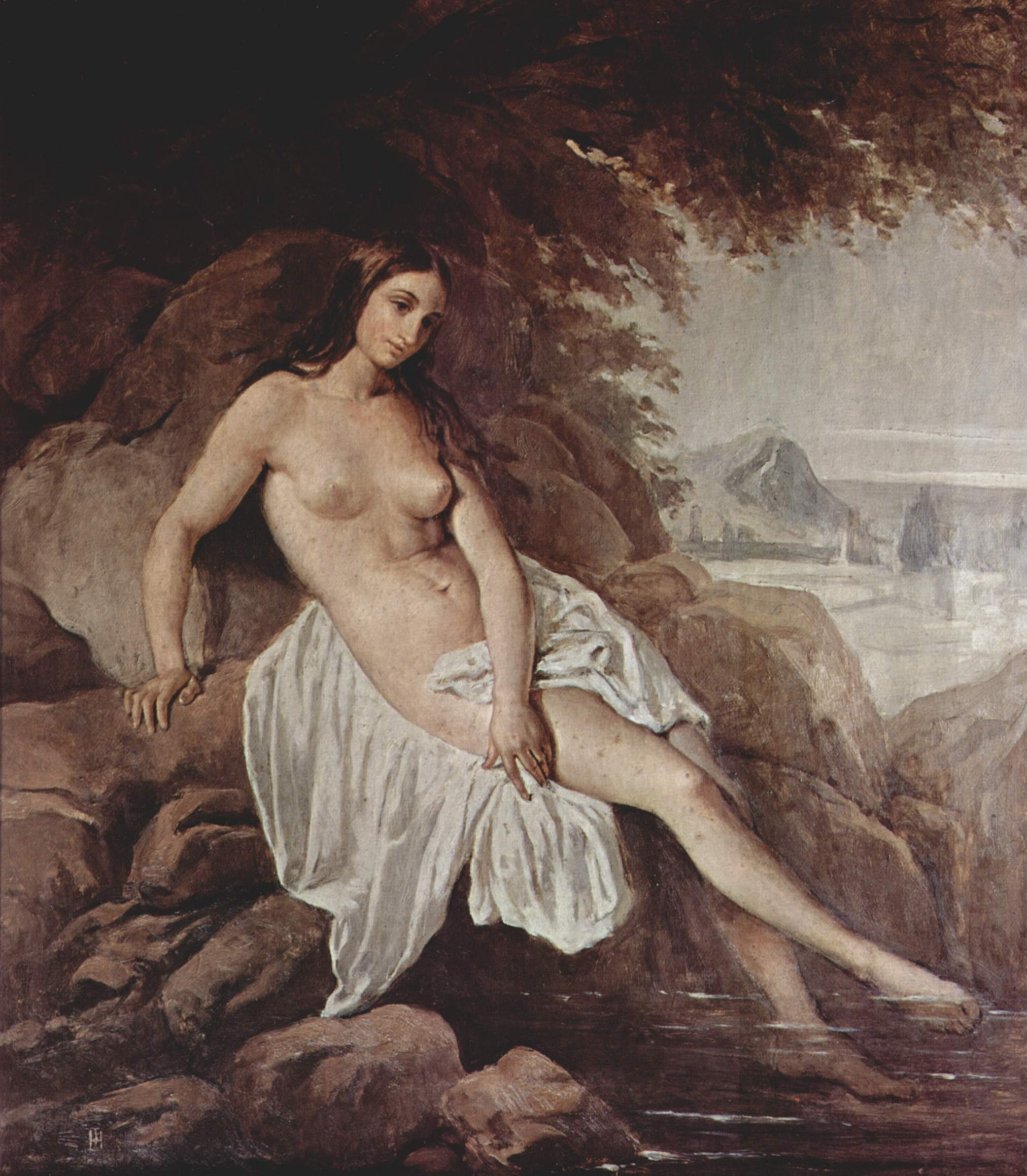
Nu (1832)
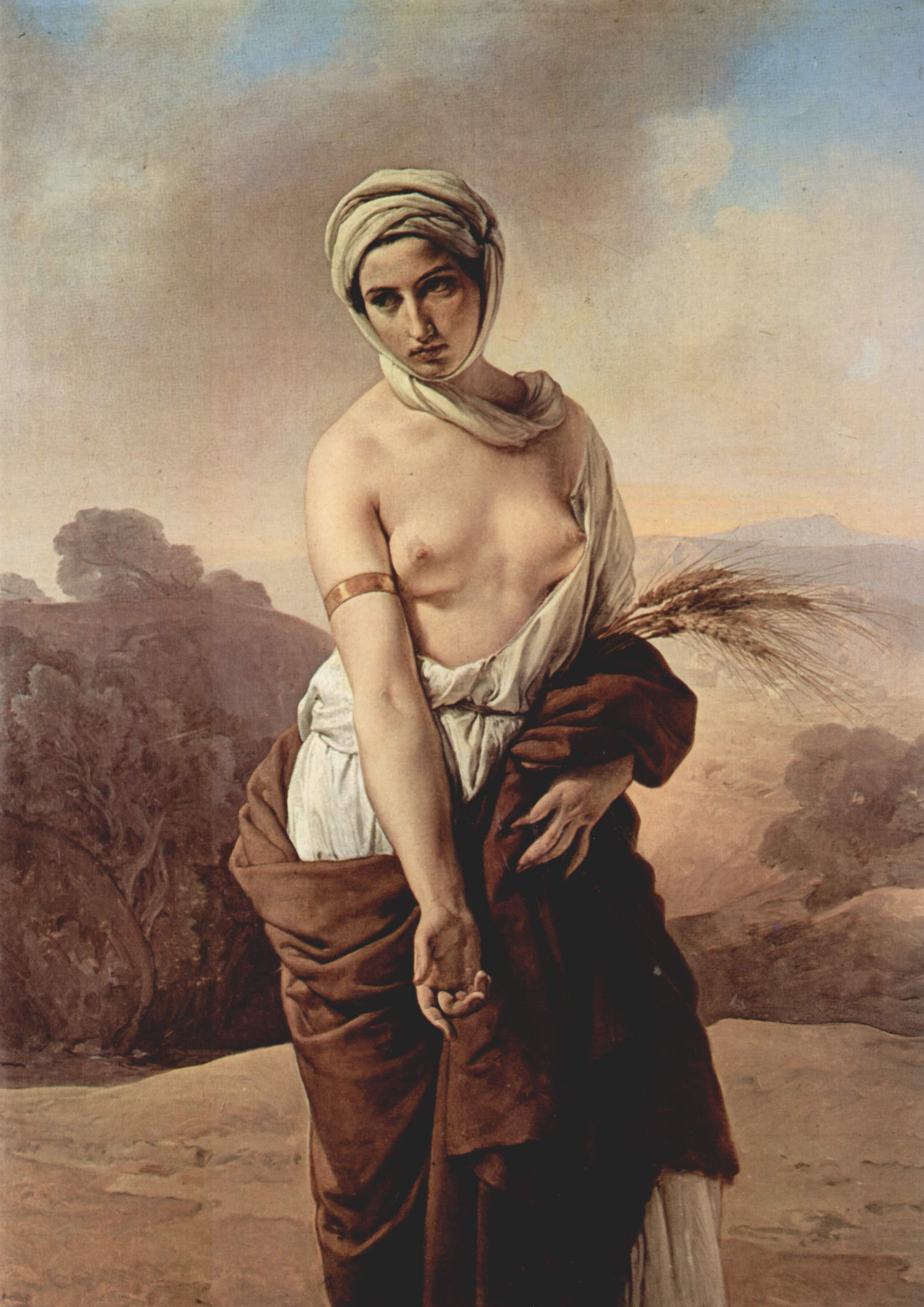
Ruth (1835)
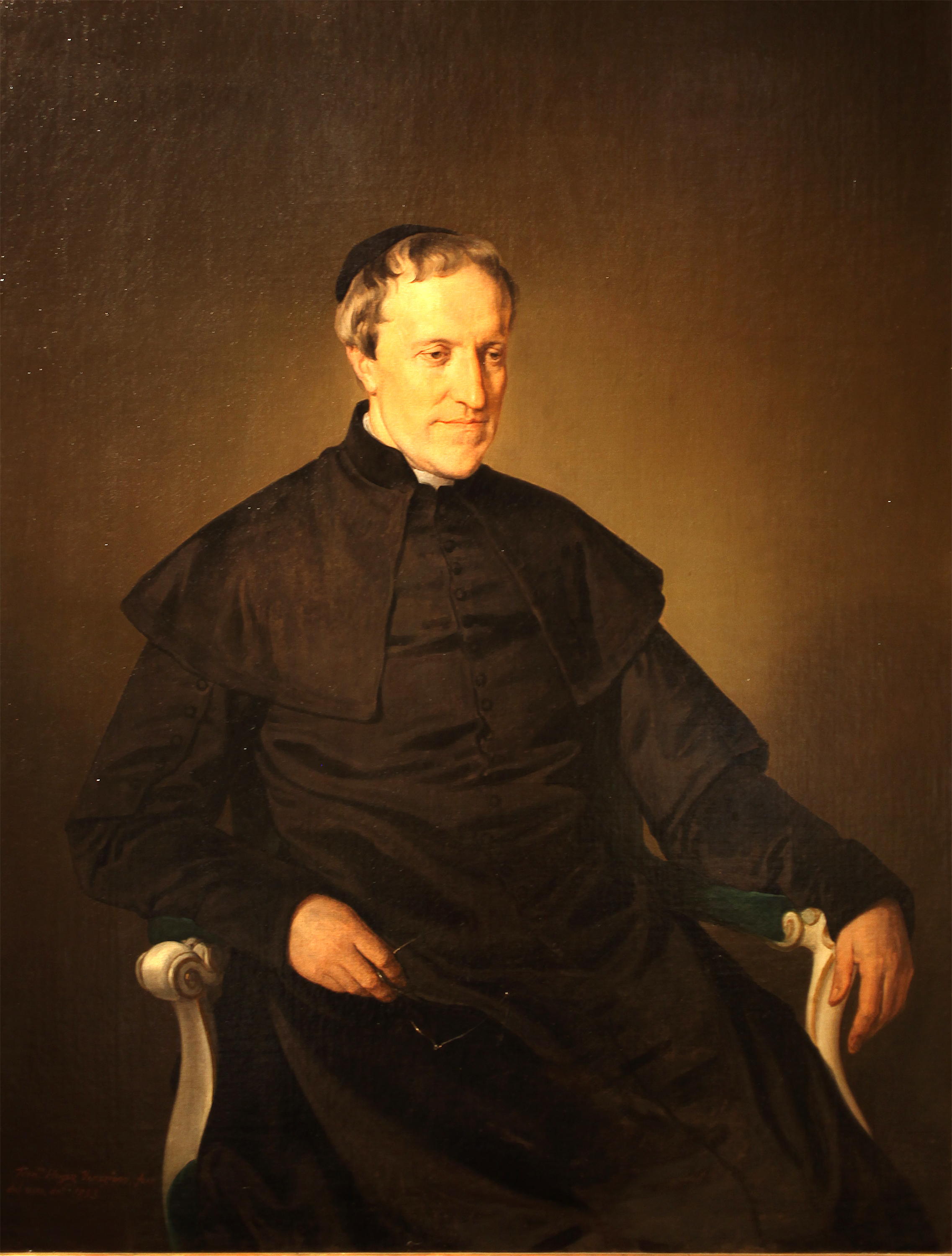
Portrait d'Antonio Rosmini (1835)
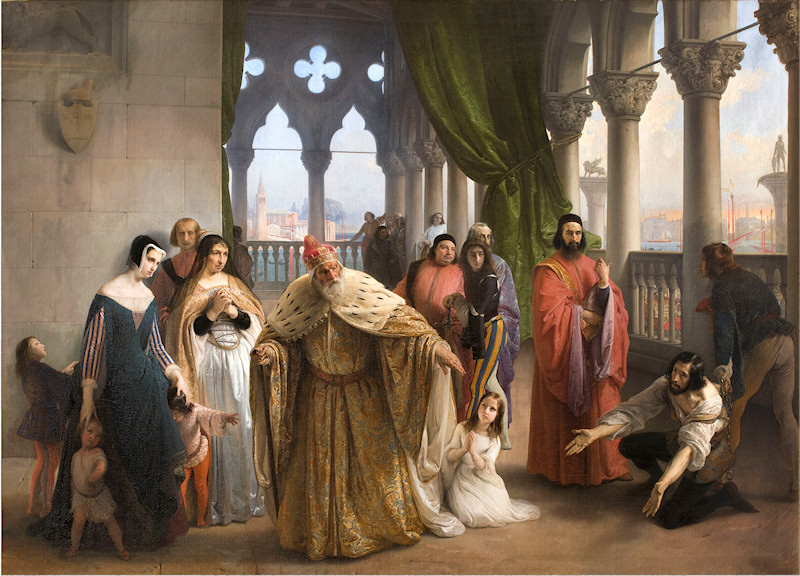
La Dernière Entrevue (1838-1840), Collezione Bernocchi
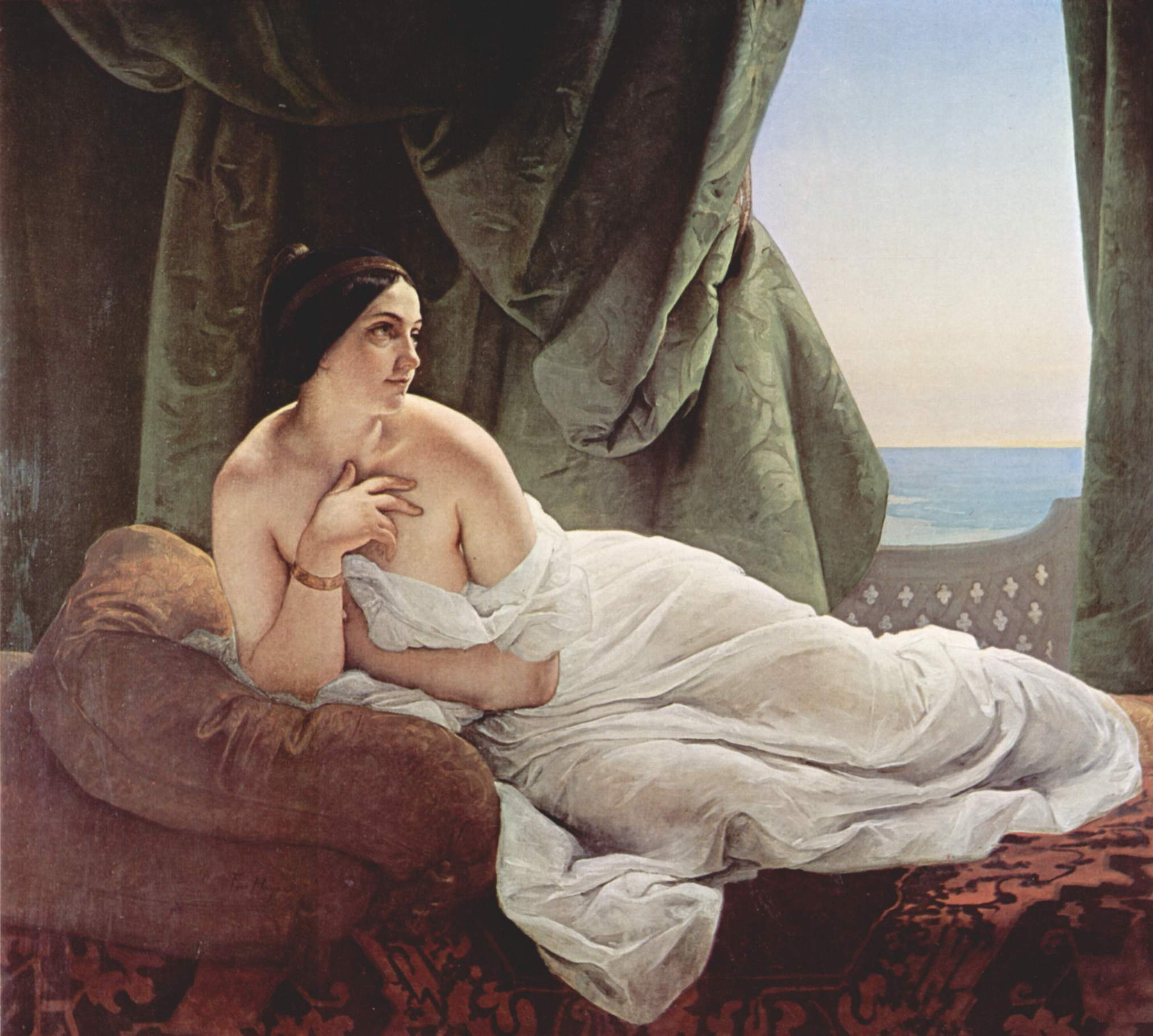
Odalisque (1839)
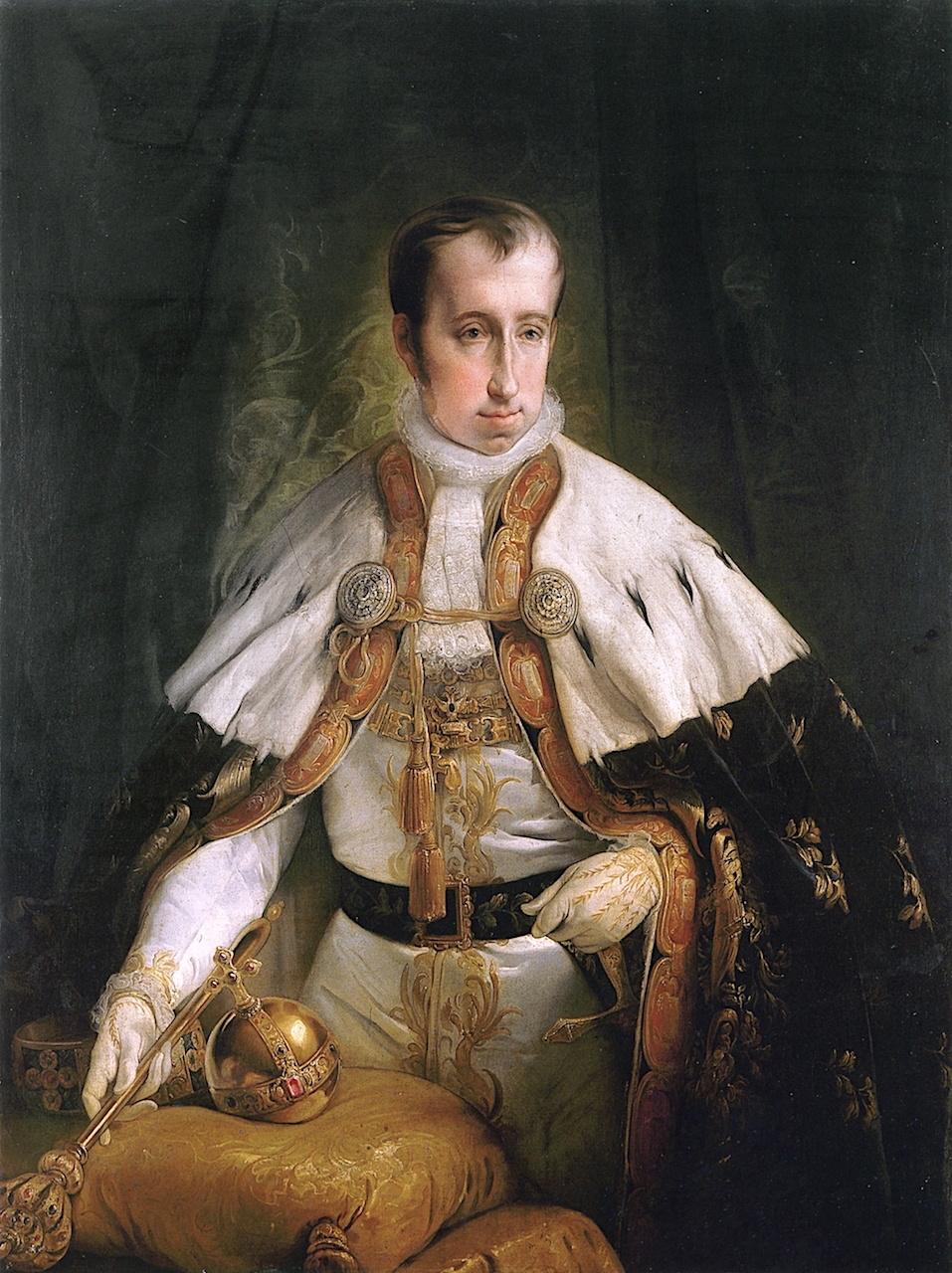
L'Empereur d'Autriche (1840)
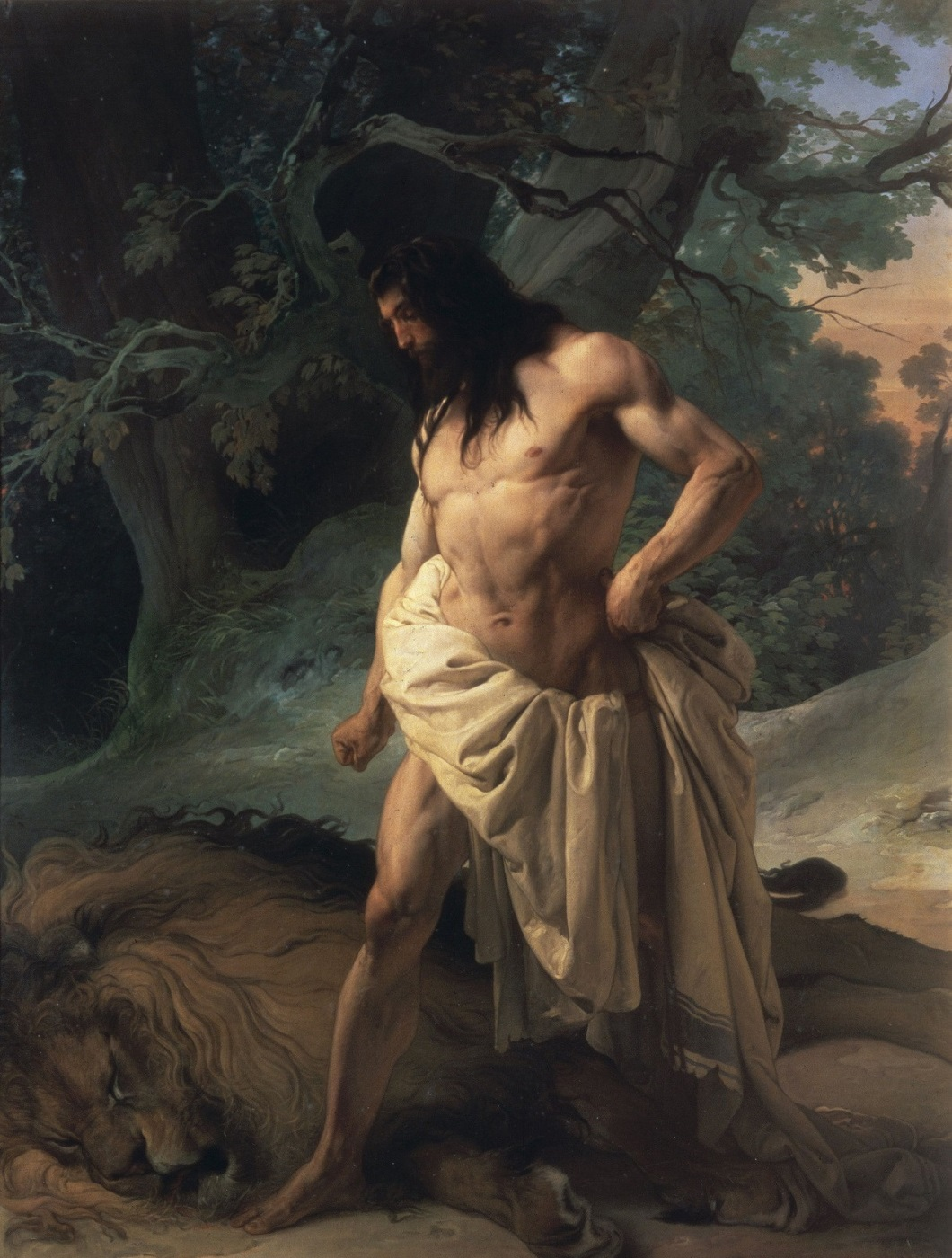
Samson (1842)
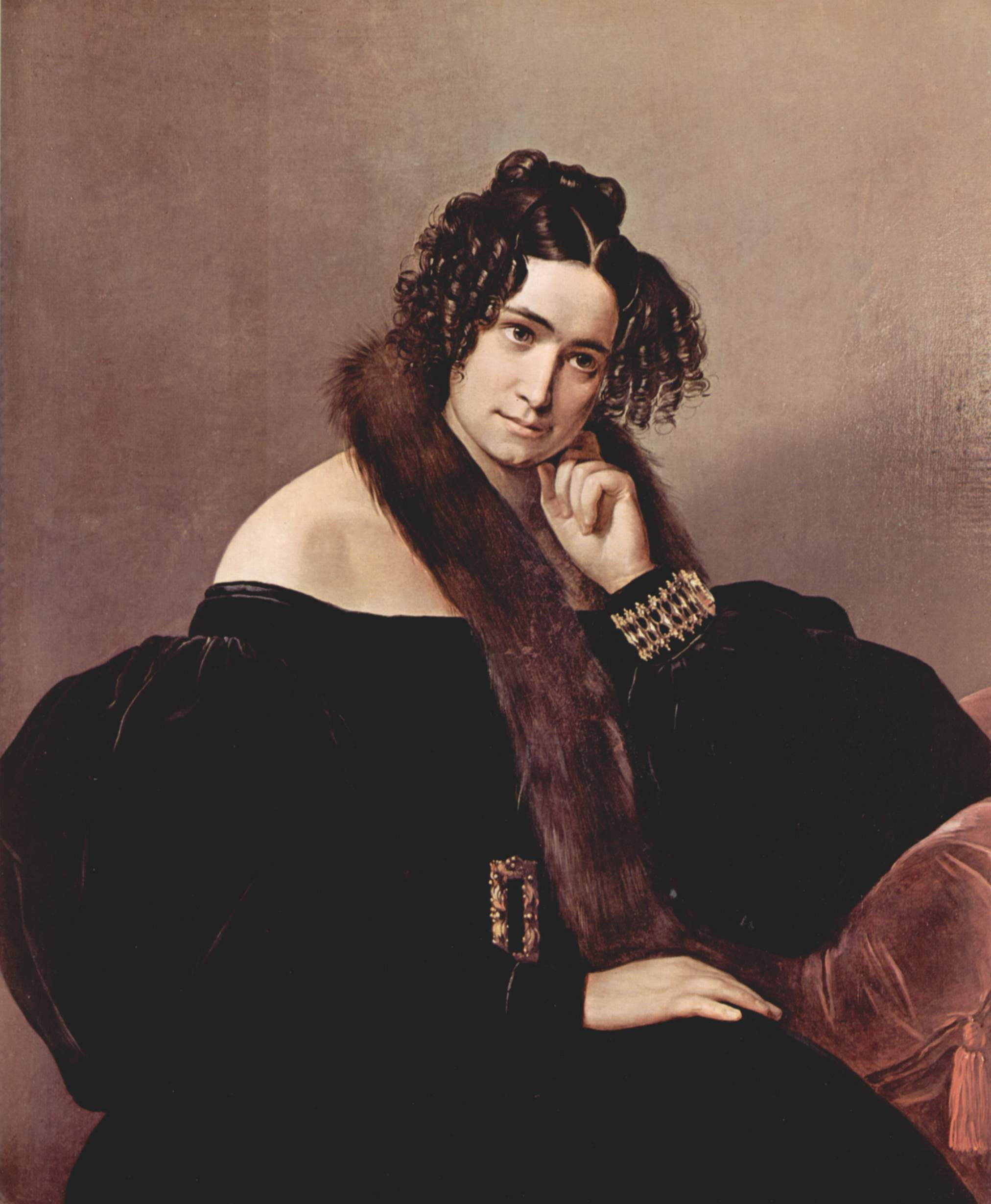
Portrait de Felicina Caglio Perego di Cremnago (1842)
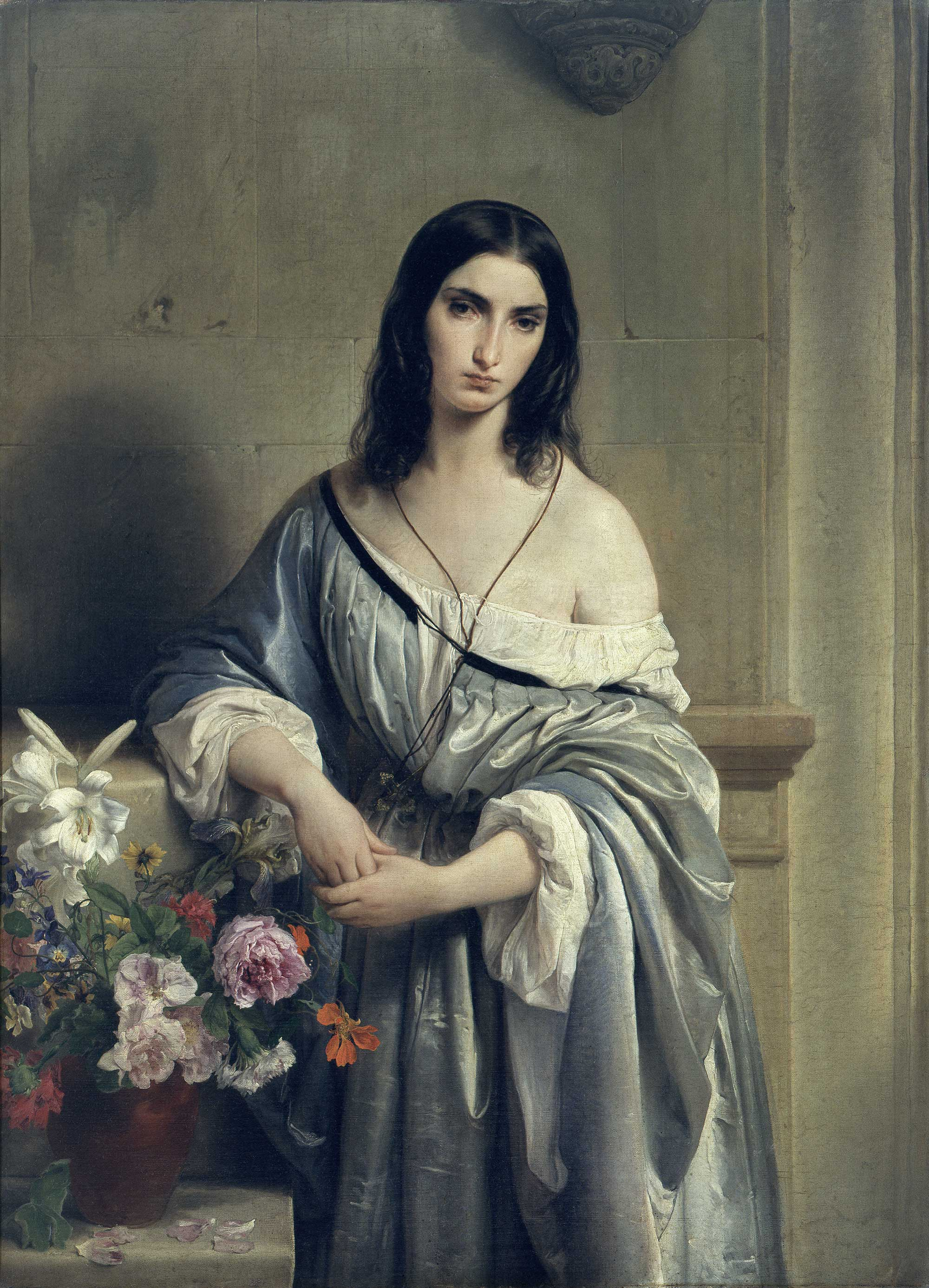
Malinconia (La Mélancolie) (1842)
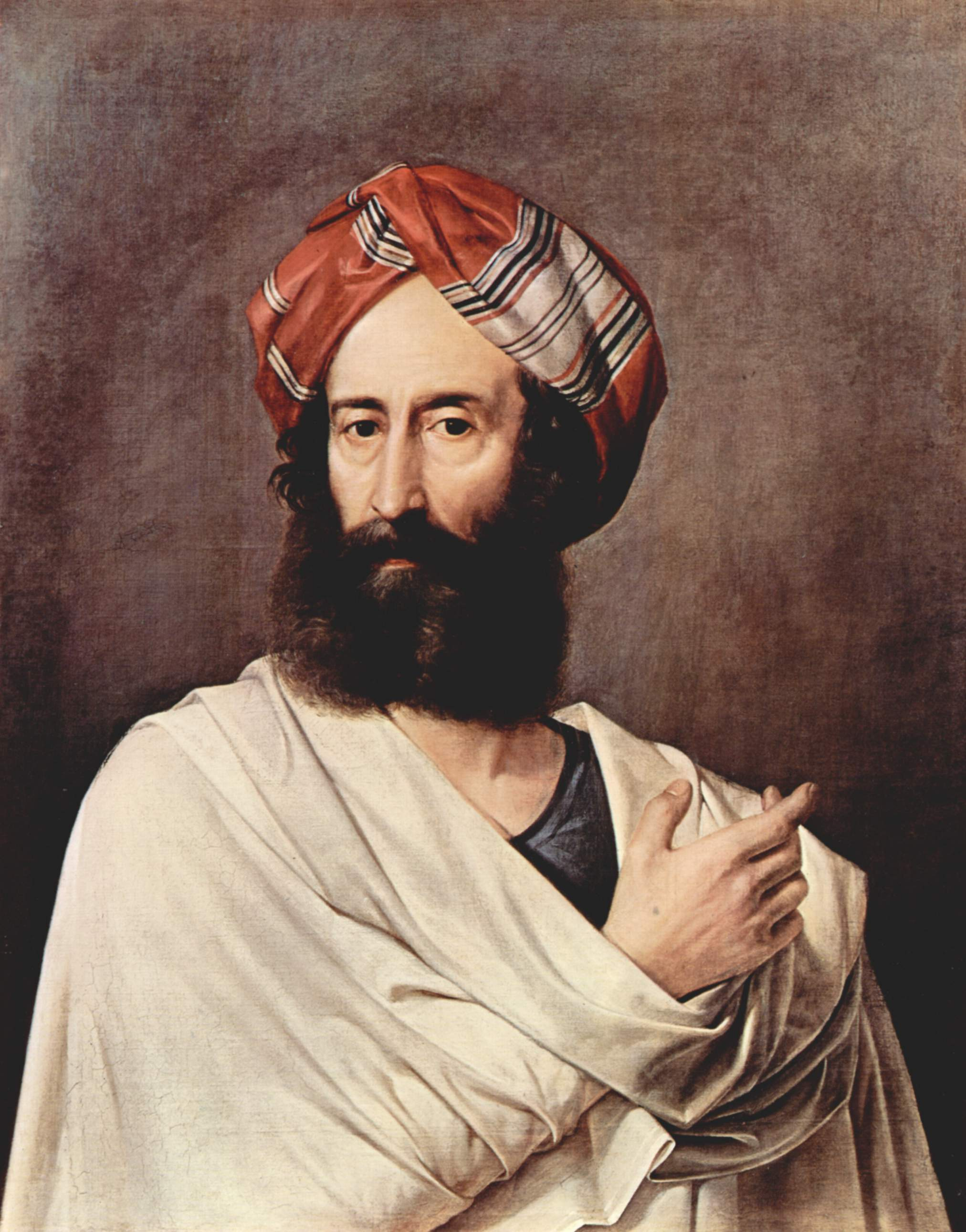
Le Levite Ephraim (1842-1844)
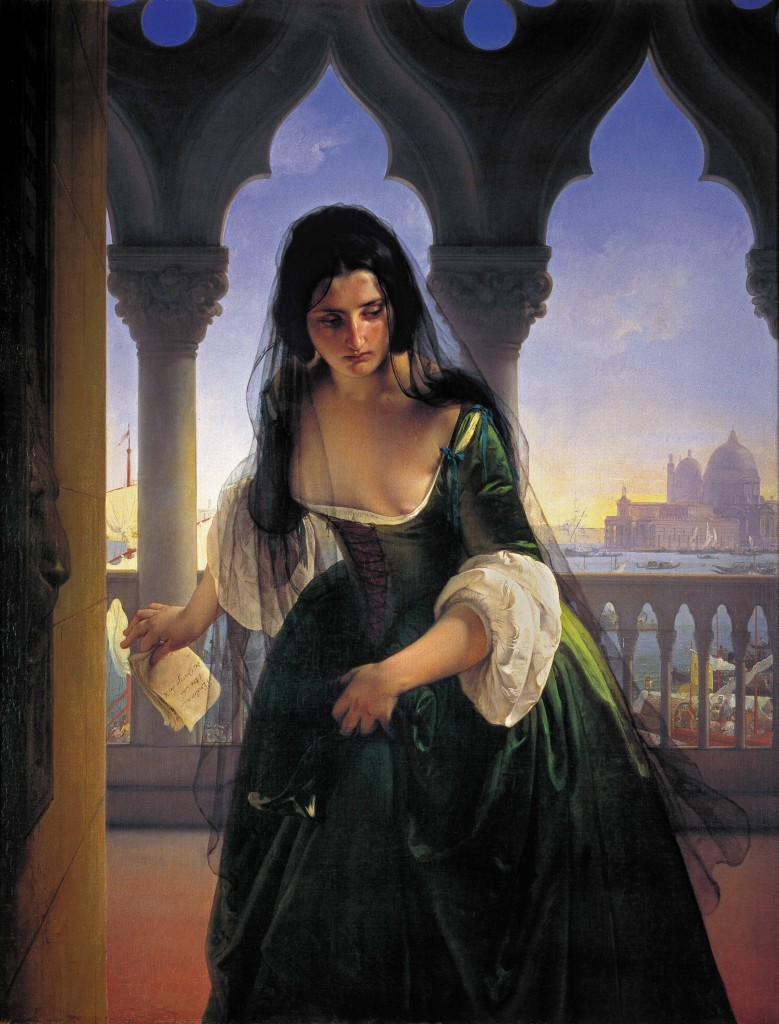
Accusation secrète (1847-1848) Musées civiques de Pavie
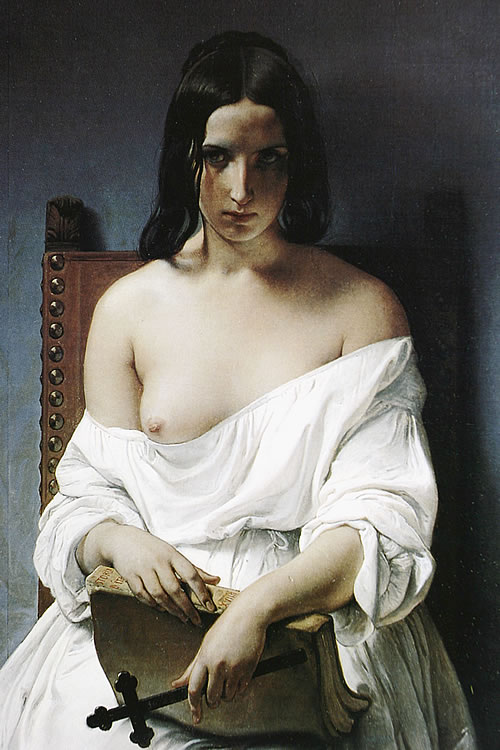
La Méditation (1851)
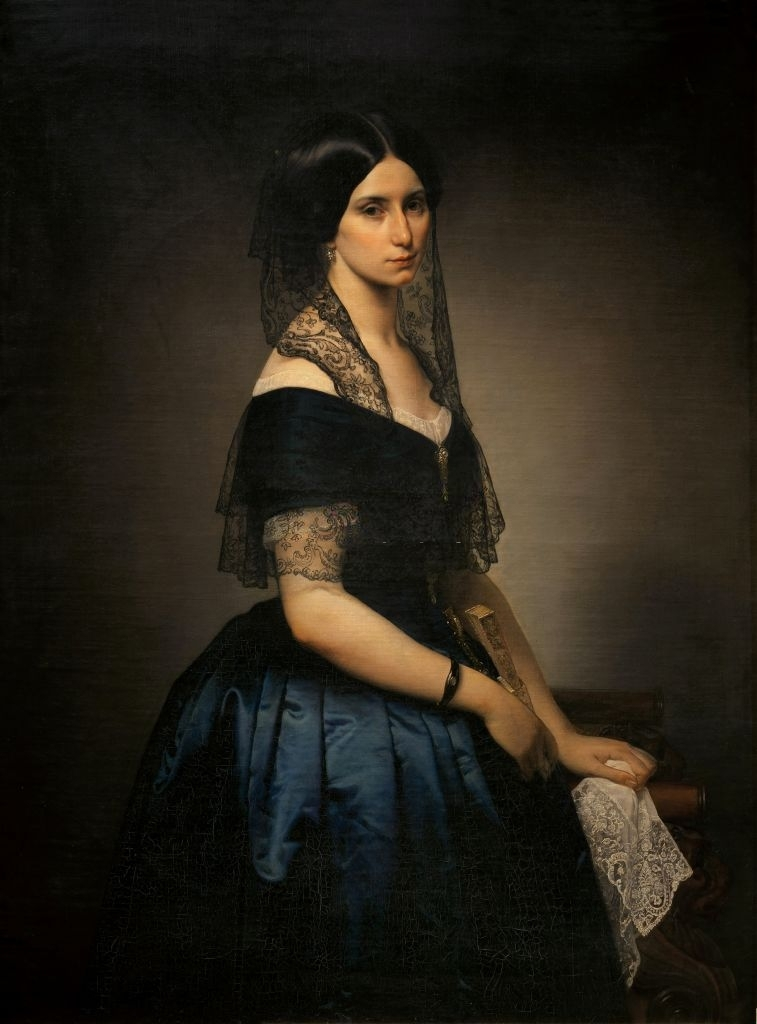
Portrait d'Antonietta Tarsis Basilico (1851)
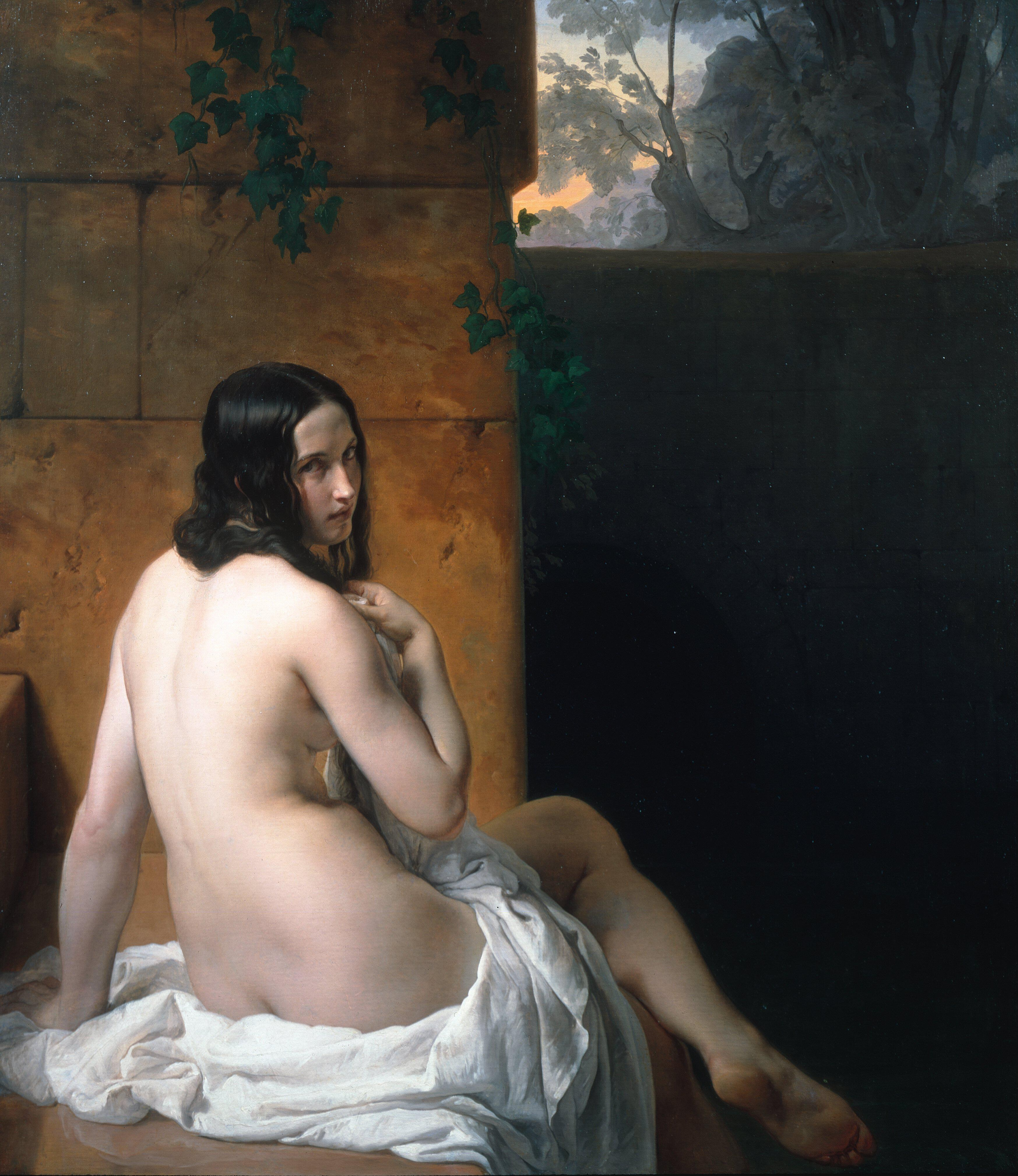
Suzanne au bain (1859)
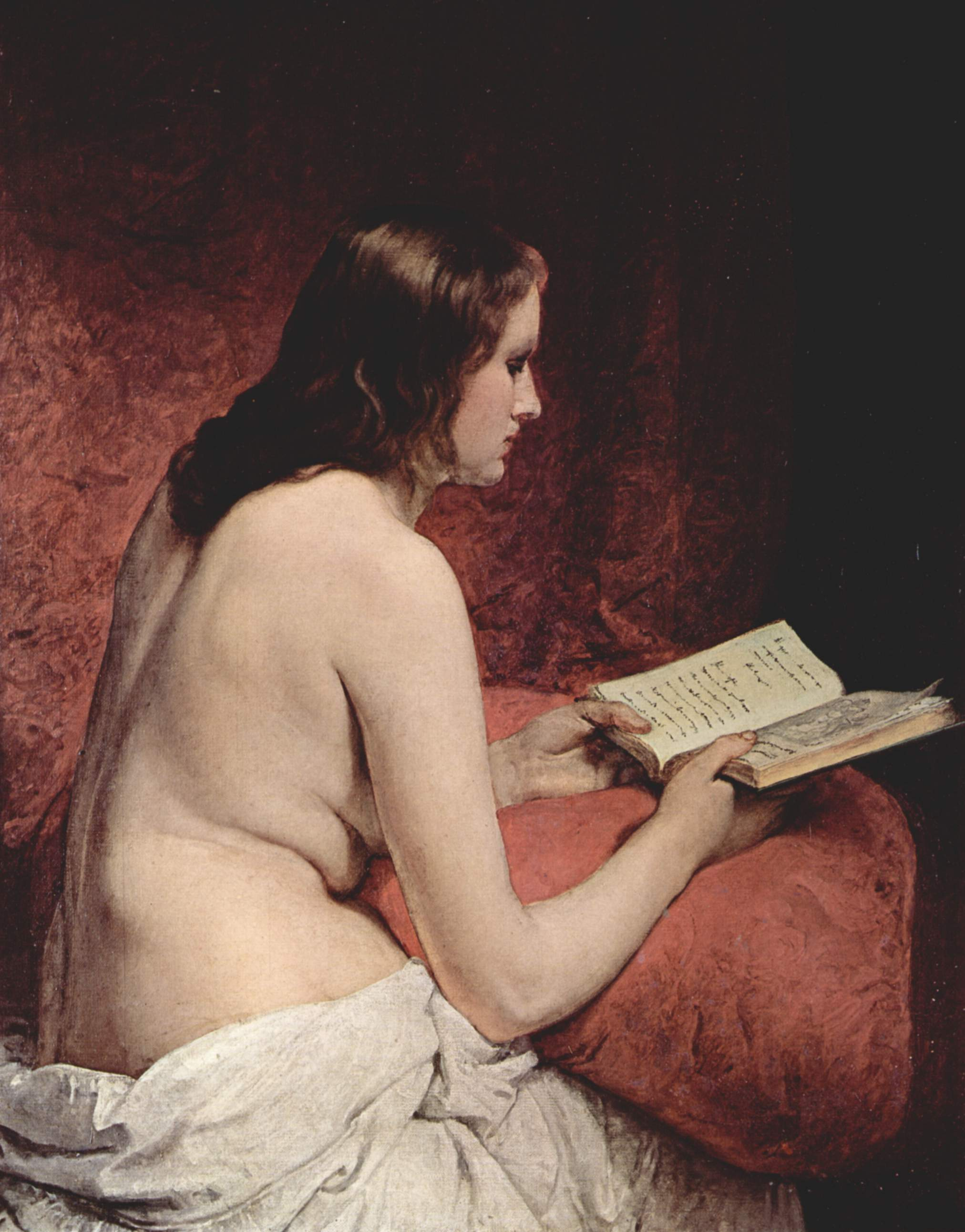
Odalisque (1866)
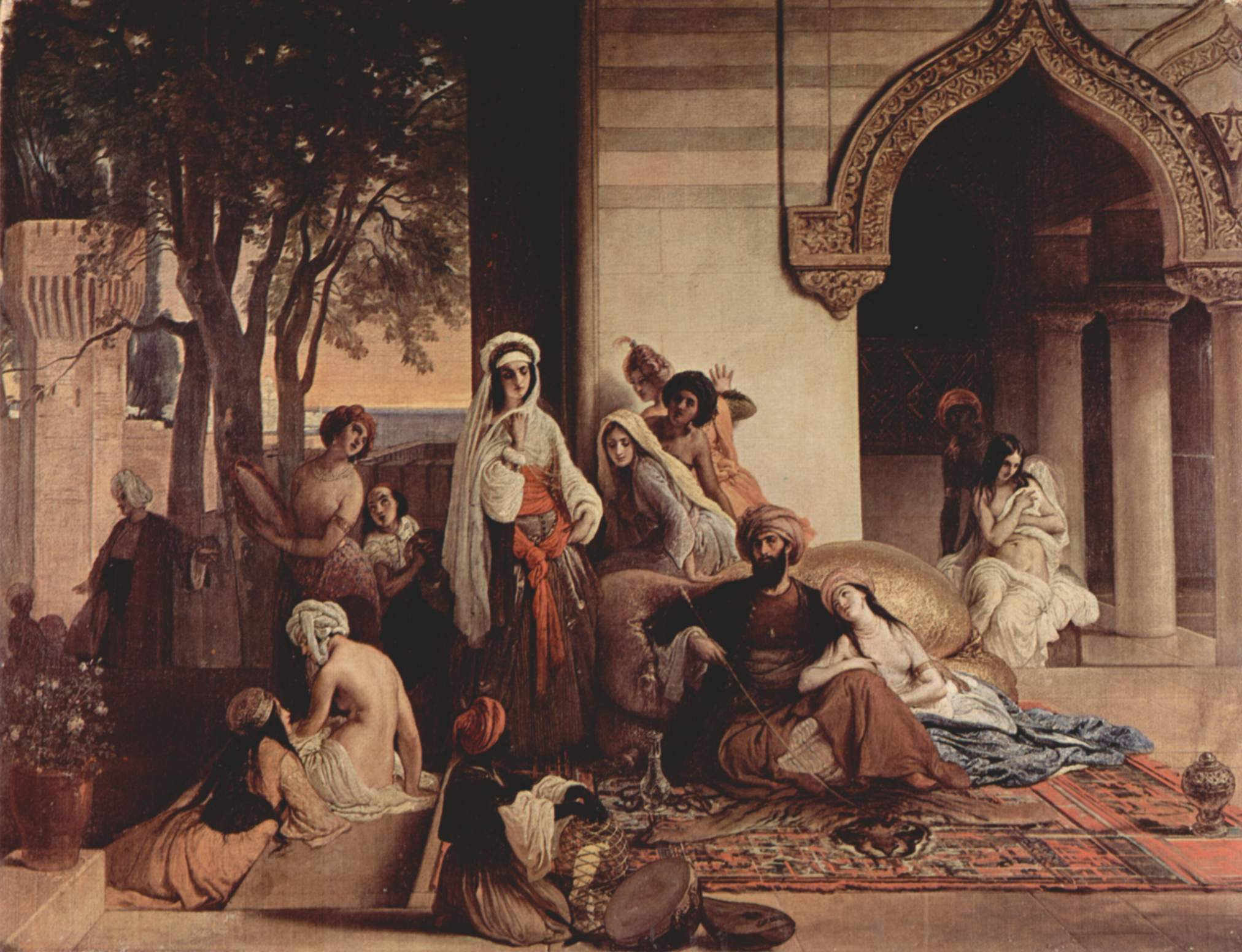
Harem (1866)
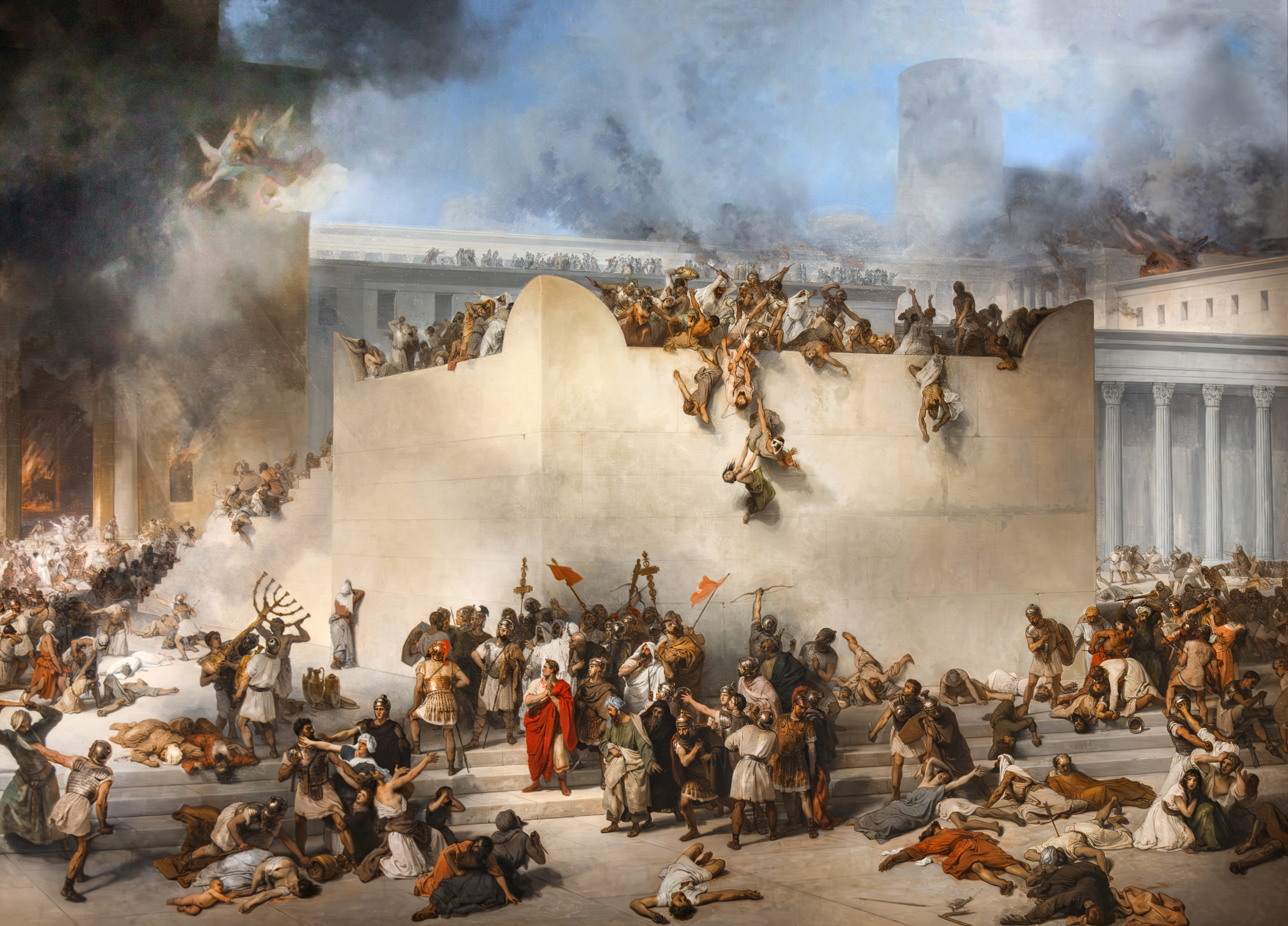
La Destruction du temple de Jérusalem (1867), Galleria d'Arte Moderna, Venise.
Odalisque (1867)
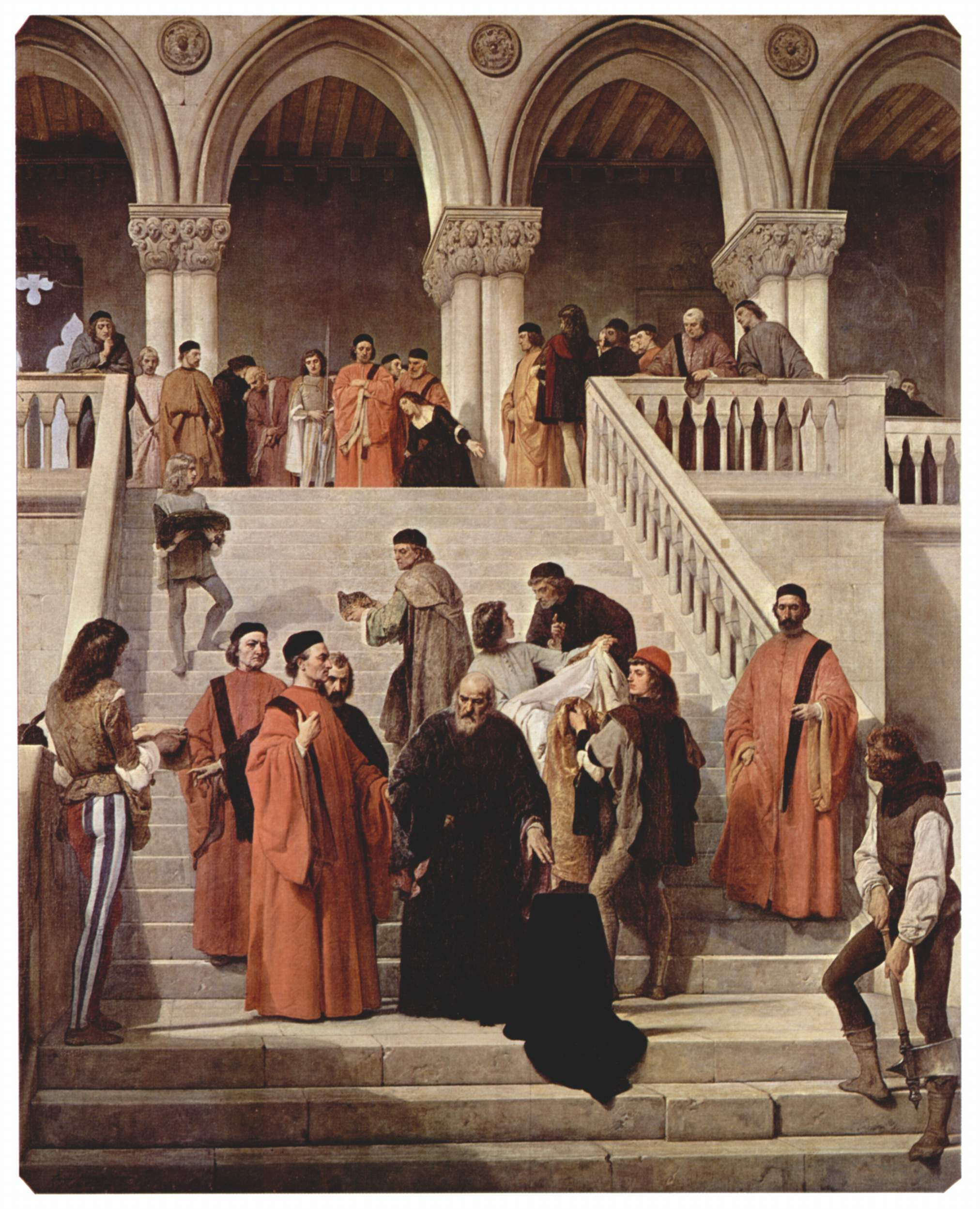
La Mort du Doge Marin Faliero (1867)
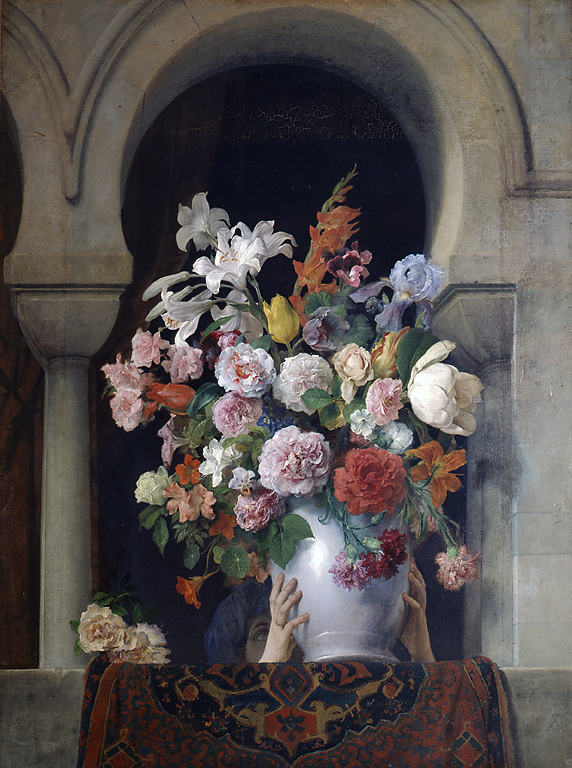
Vase de fleurs à la fenêtre d'un harem (1881), Pinacothèque de Brera.